# Liste der Kulturdenkmale in Plauen (Dresden)
Die Liste der Kulturdenkmale in Plauen (Dresden) umfasst sämtliche Kulturdenkmale der Dresdner Gemarkung Plauen. Die Anmerkungen sind zu beachten.
Diese Liste ist eine Teilliste der Liste der Kulturdenkmale in Dresden. 

Diese Liste ist eine Teilliste der Liste der Kulturdenkmale in Sachsen.

## Legende
- Bild: Bild des Kulturdenkmals, ggf. zusätzlich mit einem Link zu weiteren Fotos des Kulturdenkmals im Medienarchiv Wikimedia Commons. Wenn man auf das Kamerasymbol klickt, können Fotos zu Kulturdenkmalen aus dieser Liste hochgeladen werden:
- Bezeichnung: Denkmalgeschützte Objekte und ggf. Bauwerksname des Kulturdenkmals
- Lage: Straßenname und Hausnummer oder Flurstücknummer des Kulturdenkmals. Die Grundsortierung der Liste erfolgt nach dieser Adresse. Der Link (Karte) führt zu verschiedenen Kartendiensten mit der Position des Kulturdenkmals. Fehlt dieser Link, wurden die Koordinaten noch nicht eingetragen. Sind diese bekannt, können sie über ein Tool mit einer Kartenansicht einfach nachgetragen werden. In dieser Kartenansicht sind Kulturdenkmale ohne Koordinaten mit einem roten bzw. orangen Marker dargestellt und können durch Verschieben auf die richtige Position in der Karte mit Koordinaten versehen werden. Kulturdenkmale ohne Bild sind an einem blauen bzw. roten Marker erkennbar.
- Datierung: Baubeginn, Fertigstellung, Datum der Erstnennung oder grobe zeitliche Einordnung entsprechend des Eintrags in der sächsischen Denkmaldatenbank
- Beschreibung: Kurzcharakteristik des Kulturdenkmals entsprechend des Eintrags in der sächsischen Denkmaldatenbank, ggf. ergänzt durch die dort nur selten veröffentlichten Erfassungstexte oder zusätzliche Informationen
- ID: Vom Landesamt für Denkmalpflege Sachsen vergebene, das Kulturdenkmal eindeutig identifizierende Objekt-Nummer. Der Link führt zum PDF-Denkmaldokument des Landesamtes für Denkmalpflege Sachsen. Bei ehemaligen Kulturdenkmalen können die Objektnummern unbekannt sein und deshalb fehlen bzw. die Links von aus der Datenbank entfernten Objektnummern ins Leere führen. Ein ggf. vorhandenes Icon  führt zu den Angaben des Kulturdenkmals bei Wikidata.

## Plauen
| Bild                                    | Bezeichnung | Lage                                                                            | Datierung | Beschreibung | ID       |
| --------------------------------------- | --- | ------------------------------------------------------------------------------- | --- | --- | -------- |
|                                         | Denkmalschutzgebiet Plauen | (Karte)                                                                         | | Denkmalschutzgebiet Plauen (Satzung vom 18.03.1999) | 09306385 |
| Weitere Bilder                          | Doppelmietshaus in Ecklage und offener Bebauung | Agnes-Smedley-Straße 6 (Karte)                                                  | um 1900 (Doppelmietshaus) | Doppelmietshaus (Agnes-Smedley-Straße 6 und Bienertstraße 6) in Ecklage und offener Bebauung. | 09216125 |
|                                         | Mietshauszeile in offener Bebauung, mit Einfriedung | Agnes-Smedley-Straße 7; 8; 9; 10 (Karte)                                        | um 1900 (Mietshaus) | Mietshauszeile in offener Bebauung, mit Einfriedung; vier Wohnhäuser mit zeittypischer Putzfassade der Jahrhundertwende, geprägt von dominierenden Giebeln und Erkern, Jugendstildekor, baugeschichtlich und stadtentwicklungsgeschichtlich von Bedeutung. | 09212119 |
|                                         | Mietshausgruppe in Kopflage, offener Bebauung und mit Einfriedung                                                                                              | Agnes-Smedley-Straße 11 (Karte)                                                 | um 1900 (Mietshaus) | Mietshausgruppe (Agnes-Smedley-Straße 11 und Tharandter Straße 77/79) in Kopflage, offener Bebauung und mit Einfriedung; repräsentative Putzbauten, geprägt von abgerundeten Ecken mit Turmabschlüssen und variierenden Giebeln, Späthistorismus, baugeschichtlich und stadtentwicklungsgeschichtlich von Bedeutung. | 09216126 |
| Weitere Bilder                          | Sachgesamtheit Gartenheimsiedlung Plauen bestehend aus vier Doppelwohnhäusern und drei Wohnhäusern                                                             | Albert-Schweitzer-Straße 7; 9; 11 (Karte)                                       | 1927–1928 (Siedlung) | Sachgesamtheit Gartenheimsiedlung Plauen bestehend aus vier Doppelwohnhäusern und drei Wohnhäusern, erbaut vom Bauverein Gartenheim e. G. m. b. H., heute AWG »Glückauf Süd« (Einzeldenkmale: Albert-Schweitzer-Straße 7; 9 – ID-Nr. 09212146, Albert-Schweitzer-Straße 11 – ID-Nr. 09216127, Bernhardstraße 134, 136 – ID-Nr. 09212145, Bernhardstraße 138, 140 – ID-Nr. 09212165, Leibnizstraße 8, 10 – ID-Nr. 09216130, Leibnizstraße 12 – ID-Nr. 09216128 und Leibnizstraße 14 – ID-Nr. 09216129), traditionell gestaltete Geschossbauten mit Lochfassade, Anbauten und Walm- oder Mansarddächern, Akzente durch Klappläden und gestalterisch hervorgehobene Eingangsachsen, markante Beispiele des Kleinwohnungs- und Siedlungsbaus um 1930 insbesondere in Dresden, baugeschichtlich und stadtentwicklungsgeschichtlich bedeutend. | 09306702 |
| Weitere Bilder                          | Gartenheimsiedlung Plauen: Doppelwohnhaus (Einzeldenkmal zu ID-Nr. 09306702)                                                                                   | Albert-Schweitzer-Straße 7; 9 (Karte)                                           | 1927–1928 (Doppelwohnhaus) | Einzeldenkmal der Sachgesamtheit Gartenheimsiedlung Plauen: Doppelwohnhaus; Teil einer kleinen Siedlung, baugeschichtlich und stadtentwicklungsgeschichtlich bedeutend. | 09212146 |
| Weitere Bilder                          | Gartenheimsiedlung Plauen: Wohnhaus (Einzeldenkmal zu ID-Nr. 09306702)                                                                                         | Albert-Schweitzer-Straße 11 (Karte)                                             | 1927–1928 Mehrfamilienwohnhaus | Einzeldenkmal der Sachgesamtheit Gartenheimsiedlung Plauen: Wohnhaus; Teil einer kleinen Siedlung, baugeschichtlich und stadtentwicklungsgeschichtlich bedeutend. | 09216127 |
|                                         | Mietshaus | Altplauen 2 (Karte)                                                             | | Mietshaus in Ecklage und geschlossener Bebauung, Teil eines zusammenhängenden und weitgehend authentisch erhaltenen Quartiers der späten Gründerzeit im Zentrum von Plauen, baugeschichtlich und städtebaulich bedeutend | 09212088 |
|                                         | Mietshaus in geschlossener Bebauung | Altplauen 4 (Karte)                                                             | um 1895 (Mietshaus) | Teil eines zusammenhängenden und weitgehend authentisch erhaltenen Quartiers der späten Gründerzeit im Zentrum von Plauen, baugeschichtlich und städtebaulich bedeutend. | 09216004 |
| Weitere Bilder                          | Sachgesamtheit Auferstehungskirche, Kirchhof und Innerer Plauenscher Friedhof                                                                                  | Altplauen 5 (Karte)                                                             | 1674 (Kirchhof), 1871 (Friedhof) | Sachgesamtheit Kirchhof Auferstehungskirche und Innerer Plauenscher Friedhof mit den Einzeldenkmalen: Kirche (Einzeldenkmal ID-Nr. 09212057), Gemeindehaus (Einzeldenkmal ID-Nr. 09212085), Kirchhof einschl. Erweiterungen zum Friedhof in seiner gewachsenen funktionellen und gestalterischen Einheit mit Friedhofsgestaltung, Leichenhaus, denkmalwerten Grabstätten, Kriegerdenkmal Erster Weltkrieg in Form eines Findlings, Ehrenanlage für Opfer von Weltkriegen und Gewaltherrschaft, Wandbrunnen, Einfriedungsmauer und Ziergitterzaun einschl. Toranlagen und Eckturm (Einzeldenkmal ID-Nr. 09300416) sowie historischem Pflaster und alten Laternen als Sachgesamtheitsteilen; gesamte Anlage gartenkünstlerisch, baugeschichtlich, personengeschichtlich und ortsgeschichtlich bedeutend.                                   | 09306681 |
| Weitere Bilder                          | Auferstehungskirche mit Ausstattung, Kirchhof und Innerer Plauenscher Friedhof: Kirche mit Innenausstattung (Einzeldenkmale zu ID-Nr. 09306681)                | Altplauen 5 (Karte)                                                             | 1901–1902 (Evangelische-luth. Kirche), 1617 (Kirchenausstattung), 1732 (Altar), bezeichnet 1859 (Altarbild), 1901–1902 (Chorgestühl) | Einzeldenkmale der Sachgesamtheit Auferstehungskirche mit Ausstattung, Kirchhof und Innerer Plauenscher Friedhof: Kirche mit Innenausstattung einschl. Vasa Sacra; Basilika mit Querschiff, Chor, Sakristeien und Westturm, Zeugnis der Kirchenbaukunst Anfang des 20. Jahrhunderts, baugeschichtlich und Künstlerisch bedeutend. | 09212057 |
| Weitere Bilder                          | Auferstehungskirche, Kirchhof und Innerer Plauenscher Friedhof: Friedhofsgestaltung, Leichenhaus, denkmalwerte Grabstätten (Einzeldenkmale zu ID-Nr. 09306681) | Altplauen 5 (Karte)                                                             | 1853 (Leichenhalle), 1903–1903, Einfriedungsmauer und Ziergitterzaun (Einfriedung)                                                   | Einzeldenkmale der Sachgesamtheit Auferstehungskirche, Kirchhof und Innerer Plauenscher Friedhof: Friedhofsgestaltung, Leichenhaus, denkmalwerten Grabstätten, Kriegerdenkmal Erster Weltkrieg in Form eines Findlings, Ehrenanlage für Opfer von Weltkriegen und Gewaltherrschaft, Wandbrunnen, Einfriedungsmauer und Ziergitterzaun einschl. Toranlagen und Eckturm; gesamte Anlage gartenkünstlerisch, baugeschichtlich, personengeschichtlich und ortsgeschichtlich bedeutend. | 09300416 |
|                                         | Mietshaus in geschlossener Bebauung | Altplauen 6 (Karte)                                                             | um 1900 (Mietshaus) | mit Laden, Teil eines zusammenhängenden und weitgehend authentisch erhaltenen Quartiers der späten Gründerzeit im Zentrum von Plauen, baugeschichtlich und städtebaulich bedeutend. | 09212087 |
|                                         | Mietshaus in geschlossener Bebauung | Altplauen 8 (Karte)                                                             | um 1900 (Mietshaus) | mit Laden, Teil eines zusammenhängenden und weitgehend authentisch erhaltenen Quartiers der späten Gründerzeit im Zentrum von Plauen, baugeschichtlich und städtebaulich bedeutend. | 09212084 |
|                                         | Mietshaus in geschlossener Bebauung | Altplauen 10 (Karte)                                                            | um 1900 (Mietshaus) | mit Laden, Teil eines zusammenhängenden und weitgehend authentisch erhaltenen Quartiers der späten Gründerzeit im Zentrum von Plauen, baugeschichtlich und städtebaulich bedeutend. | 09212083 |
| Weitere Bilder                          | Sachgesamtheit Hofmühle; Bienertmühle; Bienertvilla; Hochplauensches Wasserhaus                                                                                | Altplauen 11; 13; 15; 19a; 19c; 19d; 19e; 19f; 19g; 19h; 21; 23; 25; 27 (Karte) | 2. Hälfte 19. Jh. (Mühle) | Sachgesamtheit Hofmühle; Bienertmühle mit folgenden Einzeldenkmalen: Mühlenkomplex mit Maschinenhaus, Turbinenraum, Weizenmühle, Getreidereinigung, Kesselhaus, Getreidewäscherei, Roggenmühle, Mehlspeicher, Raffinerie, Bäckerei, Betriebsgebäude, Schornstein (siehe auch Einzeldenkmal ID-Nr. 09212080) – baugeschichtlich, ortsgeschichtlich, industriegeschichtlich und personengeschichtlich bedeutend. | 09306682 |
| Weitere Bilder                          | Bienertmühle; Bienertvilla; Hochplauensches Wasserhaus – Mühlenkomplex mit zahlreichen Einzeldenkmalen (Einzeldenkmale zu ID-Nr. 09306682)                     | Altplauen 11; 13; 15; 19a; 19c; 19d; 19e; 19f; 19g; 19h; 21; 23; 25; 27 (Karte) | 1863 (Fabrikantenvilla), 1863 (Villengarten/Landhausgarten), Ende 19. Jh. (Bäckerei), 18. Jh. (Brunnenhaus)                          | Mühlenkomplex mit Maschinenhaus, Turbinenraum, Weizenmühle, Getreidereinigung, Kesselhaus, Getreidewäscherei, Roggenmühle, Mehlspeicher, Raffinerie, Bäckerei, Betriebsgebäude, Schornstein sowie Gebäuden östlich der Gleisanlage (Nr. 11, 13, 15), dazu Fabrikantenvilla (Wohnhaus von Gottlieb Traugott Bienert, im hinteren Teil des Anwesens) – baugeschichtlich, ortsgeschichtlich, industriegeschichtlich und personengeschichtlich bedeutend. | 09212080 |
|                                         | Mietshaus in geschlossener Bebauung | Altplauen 12 (Karte)                                                            | um 1900 (Mietshaus) | mit Laden, Teil eines zusammenhängenden und weitgehend authentisch erhaltenen Quartiers der späten Gründerzeit im Zentrum von Plauen, baugeschichtlich und städtebaulich bedeutend. | 09212082 |
|                                         | Mietshaus in geschlossener Bebauung | Altplauen 14 (Karte)                                                            | um 1900 (Mietshaus) | Teil eines zusammenhängenden und weitgehend authentisch erhaltenen Quartiers der späten Gründerzeit im Zentrum von Plauen, baugeschichtlich und städtebaulich bedeutend. | 09212081 |
|                                         | Mietshaus in Ecklage und geschlossener Bebauung | Altplauen 16 (Karte)                                                            | um 1895 (Mietshaus) | mit Läden, charakteristischer Wohnbau des späten Historismus mit gestalterisch hervorgehobenen Straßenfassaden, markante Klinker-Werkstein-Fronten, als weitgehend authentisches Zeugnis der Architektur seiner Zeit baugeschichtlich bedeutend, zudem Teil eines unverwechselbaren Straßenzuges (Zwickauer Straße) und somit auch städtebaulich von Belang. | 09216005 |
|                                         | Wohnhaus in offener Bebauung | Am Fichtepark 4 (Karte)                                                         | um 1928 (Wohnhaus) | typisches Wohngebäude um 1930, im Sinne des damaligen Kleinwohnungs- und Siedlungsbaus, hier vor allem mit traditionellen Elementen, wie dem Walmdach und Klappläden, errichtet, baugeschichtlich bedeutend. | 09212131 |
|                                         | Werk für Schokoladenformen und Blechemballagen Anton Reiche (ehem.)                                                                                            | Bamberger Straße 1 (Karte)                                                      | 1914–1915 (Fabrikgebäude) | Fabrikgebäude; markanter, versachlichter Bau mit hohem, weithin sichtbarem Dach, als Anton Reiche AG wohl europaweit größte Fabrik für Gebäck- und Schokoladenformen aus Weißblech, Beispiel für die Industriearchitektur Anfang des 20. Jahrhunderts, baugeschichtlich bedeutend. Schokoladenformenfabrik, gegr. von Anton Reiche (1845–1913). | 09210405 |
|                                         | Villa mit Einfriedung | Bamberger Straße 48 (Karte)                                                     | 1938 (Villa) | gediegener traditionalistischer Bau der 1930er Jahre mit Walmdach, hervorgehobenem Eingangsbereich, historisierenden sowie einigen für die Zeit typischen stilisierten Motiven aus der heimatlichen Fauna und Flora (Gartenseite), baugeschichtlich bedeutend, zudem als Teil des Villenquartiers Plauen stadtentwicklungsgeschichtlich von Wert. | 09218781 |
| Weitere Bilder                          | Villa mit Einfriedung | Bernhardstraße 62 (Karte)                                                       | um 1905 (Villa) | Teile der originalen Ausstattung in der Hallendiele und einigen Räumen, u. a. Stuckdekor, typischer Reformstil-Bau mit hohem Dach und wenigem, akzentuierendem Dekor, baugeschichtlich und künstlerisch bedeutend, zudem als Teil des Villenquartiers Plauen stadtentwicklungsgeschichtlich von Wert. Ursprünglich als Villa genutzt; heute „Außenstelle Dresden“ des Kraftfahrt-Bundesamtes in Flensburg. | 09212191 |
|                                         | Doppelvilla mit Einfriedung | Bernhardstraße 66; 66b (Karte)                                                  | 1924–1925 (Villa) | markanter Bau der Reformarchitektur aus dem ersten Viertel des 20. Jahrhunderts, vor allem baugeschichtlich bedeutend, zudem als Teil des Villenquartiers Plauen stadtentwicklungsgeschichtlich von Wert. | 09216081 |
|                                         | Villa mit kleiner Pforte und Einfriedung sowie Garage und Garten                                                                                               | Bernhardstraße 67 (Karte)                                                       | 1910 (Villa) | äußerst repräsentativer Wohnbau des Reformstils nach 1900, zugleich aufwendig und zurückhaltend, typisch das hohe Dach und der akzentuierende Dekor, dabei der straßenseitige Anbau und der seitliche Eingang hervorgehoben, baugeschichtlich und künstlerisch bedeutend, zudem als Teil des Villenquartiers Plauen stadtentwicklungsgeschichtlich von Wert. | 09212192 |
|                                         | Mietvilla mit Einfriedung | Bernhardstraße 69 (Karte)                                                       | um 1900 (Mietvilla) | markanter und charakteristischer Wohnbau des Historismus im ausgehenden 19. Jahrhundert, belebt durch übergiebelte Risalite, eine Veranda mit Austritt sowie Fassadenschmuck, etwas vereinfacht, baugeschichtlich bedeutend, zudem als Teil des Villenquartiers Plauen stadtentwicklungsgeschichtlich von Wert. | 09212193 |
|                                         | Mietvilla mit Einfriedung | Bernhardstraße 70 (Karte)                                                       | um 1900 (Mietvilla) | Pedant zur gegenüberliegenden Würzburger Straße 67, markanter und charakteristischer Wohnbau des Historismus im ausgehenden 19. Jahrhundert, belebt durch Dachgaupen, offene Veranda mit Säulen und Austritt sowie Fassadenschmuck, Teil des Villenquartiers von Plauen, baugeschichtlich und stadtentwicklungsgeschichtlich bedeutend. | 09212195 |
|                                         | Villa mit Einfriedung | Bernhardstraße 71 (Karte)                                                       | um 1910 (Villa) | äußerst repräsentativer Wohnbau des Reformstils nach 1900, zugleich aufwendig und zurückhaltend, typisch das hohe Dach und der akzentuierende Dekor, dabei der straßenseitige Anbau und der seitliche Eingang hervorgehoben, baugeschichtlich und künstlerisch bedeutend, zudem als Teil des Villenquartiers Plauen stadtentwicklungsgeschichtlich von Wert. | 09212196 |
|                                         | Villa mit Einfriedung | Bernhardstraße 73 (Karte)                                                       | um 1890 (Villa) | markanter und charakteristischer Wohnbau des Historismus im ausgehenden 19. Jahrhundert, italienisierender Bau mit weiten Dachüberständen, aufwendige Standsteinfassade, belebt von verschiedenen Schmuck- und Gestaltungselementen, klare symmetrische Gliederung der Fronten, bemerkenswertes schmiedeeisernes Tor, baugeschichtlich und künstlerisch bedeutend, zudem als Teil des Villenquartiers Plauen stadtentwicklungsgeschichtlich von Wert. | 09212197 |
|                                         | Mietvilla mit Einfriedung | Bernhardstraße 75 (Karte)                                                       | um 1896 (Mietvilla) | repräsentativer Villenbau der Architektur um 1900 zwischen Historismus und Jugendstil, Putzfassade geprägt von Zierfachwerk an den Giebeln, Eckturm vereinfacht, der etwas reduzierte Schmuck akzentuierend, baugeschichtlich bedeutend, zudem als Teil des Villenquartiers Plauen stadtentwicklungsgeschichtlich von Wert. | 09216082 |
|                                         | Villa mit Einfriedung | Bernhardstraße 77 (Karte)                                                       | bezeichnet 1894 (Villa) | markanter historistischer Wohnbau des ausgehenden 19. Jahrhunderts, ausgewogene Fassadengliederung, Risalite, mit ädikulaartigen Fensterrahmungen, darunter Serlio-Motiv und Horizontalgliederung in Anlehnung an die italienische Renaissance gestaltet, dabei im weiteren Sinne auch Vertreter der für Dresden so bedeutsamen Semper-Nicolai-Schule, belebender Fassadenschmuck, Jugendstilausmalung im Treppenhaus wohl jünger, Anwesen baugeschichtlich und künstlerisch bedeutend, zudem als Teil des Villenquartiers Plauen stadtentwicklungsgeschichtlich von Wert. | 09212198 |
|                                         | Einfamilienhaus mit Einfriedung | Bernhardstraße 79 (Karte)                                                       | 1935–1936 (Einfamilienwohnhaus) | zeittypischer und zugleich moderner Bau um 1935 mit weitgehend schmucklosen, aber ausgewogen gestalteten Fassaden und hohem Walmdach, vor allem baugeschichtlich bedeutend, zudem als Teil des Villenquartiers Plauen stadtentwicklungsgeschichtlich von Wert. Erbaut durch Kurt Linke als Villa mit Büro und Wohnräumen für Angestellte(Status als Kulturdenkmal seit Mai 2015). | 09305900 |
| Weitere Bilder                          | 49. POS »Juri Gagarin«; 49. Grundschule »Bernhard von Lindenau«                                                                                                | Bernhardstraße 80 (Karte)                                                       | 1966–1968 oder 1967–1968 (Schule), 1976–1979 (Bildwerk), 1976–1980 (Wand- und Deckenbild)                                            | Schulgebäude mit künstlerischer Ausstattung, u. a. Plastik »Rakete« und Wandbild »Mensch-Technik-Zukunft«, dazu Turnhalle; am authentischsten erhaltene DDR-Typenschule der 1960–1980er Jahre, vor allem baugeschichtlich von Bedeutung. | 09304892 |
|                                         | Mietvilla mit Einfriedung | Bernhardstraße 85 (Karte)                                                       | bezeichnet 1898 (Mietvilla) | charakteristischer Wohnbau des Historismus im ausgehenden 19. Jahrhundert, belebt durch übergiebelten Mittelrisalit, mit dem markanten Schweifgiebel und dem Fassadendekor, darunter Rollwerk, in Anlehnung an die deutsche Renaissance gestaltet, baugeschichtlich bedeutend, zudem als Teil des Villenquartiers Plauen stadtentwicklungsgeschichtlich von Wert. | 09212199 |
|                                         | Mietvilla mit Einfriedung | Bernhardstraße 86 (Karte)                                                       | bezeichnet 1894 (Mietvilla) | beeindruckender historistischer Wohnbau des ausgehenden 19. Jahrhunderts, mit symmetrischer Gestaltung, Eckquaderung, mezzaninartigem Drempel unter der Traufe und Ädikula-Fenstereinfassungen klassisches Beispiel eines im Sinne der italienischen Renaissance gestalteten Gebäudes, Teil des Villenquartiers Plauen, baugeschichtlich und stadtentwicklungsgeschichtlich sowie künstlerisch bedeutend. | 09212200 |
|                                         | Mietvilla mit Einfriedung | Bernhardstraße 87 (Karte)                                                       | um 1895 (Mietshaus) | historistischer Wohnbau des ausgehenden 19. Jahrhunderts, dominiert von mittigen Anbau und vorgezogenen Seitenrisaliten, Teil des Villenquartiers Plauen, baugeschichtlich und stadtentwicklungsgeschichtlich bedeutend. | 09216083 |
|                                         | Mietshaus in halboffener Bebauung | Bernhardstraße 89 (Karte)                                                       | um 1900 (Mietshaus) | mit Bienertstraße 53 und 55 zu einer Anlage zusammengefasst, die flankierenden Gebäude in Ecklage, beeindruckender historistischer Wohnbau des ausgehenden 19. Jahrhunderts, Klinker-Werkstein-Fassade, reicher Fassadenschmuck, Teil des Villenquartiers Plauen, hier eine Platzbebauung mit Gebäudegruppen bildend, baugeschichtlich und stadtentwicklungsgeschichtlich bedeutend. | 09212160 |
|                                         | Villa mit Einfriedung | Bernhardstraße 90 (Karte)                                                       | um 1905 (Villa) | mit versachlichter Gestaltung, insbesondere der Ständerreihung im Fachwerkgiebel, charakteristischer, in diesem Fall vom englischen Landhausstil beeinflusster Bau der Reformarchitektur nach 1900, baugeschichtliche bedeutend, zudem als Teil des Villenquartiers Plauen stadtentwicklungsgeschichtlich von Wert. | 09212167 |
|                                         | Mietshaus in offener Bebauung | Bernhardstraße 93 (Karte)                                                       | um 1895 (Mietshaus) | historistischer Bau vor 1900, sichtlich vereinfacht, aber mit auffälligen Gestaltungsdetails, als Teil des Villenquartiers Plauen stadtentwicklungsgeschichtlich von Wert. | 09212166 |
|                                         | Villa Grübler | Bernhardstraße 98 (Karte)                                                       | 1903 (Villa) | Villa mit Gartenpavillon und Teilen der Einfriedung; für den Staatsrat Martin Fürchtegott Grübler erbaut, mit versachlichter Gestaltung, insbesondere der teilweise engen Ständerreihung des Fachwerks, charakteristischer, in diesem Fall vom englischen Landhausstil beeinflusster Bau der Reformarchitektur nach 1900, zudem gestalterisch anspruchsvoller Bau des berühmten Architekten Fritz Schumacher, baugeschichtlich und künstlerisch bedeutend. | 09212162 |
|                                         | Villa mit Einfriedung | Bernhardstraße 100 (Karte)                                                      | um 1905 (Villa) | mit versachlichter Gestaltung, insbesondere den Ständerreihungen im Zierfachwerk, charakteristischer, in diesem Fall vom englischen Landhausstil beeinflusster Bau der Reformarchitektur nach 1900, baugeschichtlich bedeutend, zudem als Teil des Villenquartiers Plauen stadtentwicklungsgeschichtlich von Wert. | 09212163 |
|                                         | Mietvilla mit Einfriedung in offener Bebauung | Bernhardstraße 103 (Karte)                                                      | bezeichnet 1893 (Mietvilla) | historistischer Wohnbau des ausgehenden 19. Jahrhunderts, mit symmetrischer Gestaltung, Horizontalgliederung, Eckquaderung und Ädikula-Fenstereinfassungen klassisches Beispiel eines im Sinne der italienischen Renaissance gestalteten Gebäudes, Teil des Villenquartiers Plauen, baugeschichtlich und stadtentwicklungsgeschichtlich bedeutend. | 09216084 |
|                                         | Mietvilla mit Einfriedung in offener Bebauung | Bernhardstraße 106 (Karte)                                                      | bezeichnet 1899 (Mietvilla) | charakteristischer Wohnbau des Historismus im ausgehenden 19. Jahrhundert, belebt durch übergiebelten Mittelrisalit, mit dem markanten Stufen-Schweifgiebel und dem Fassadendekor, darunter beschlagwerkartigen Formen, in Anlehnung an die deutsche Renaissance gestaltet, baugeschichtlich bedeutend, zudem als Teil des Villenquartiers Plauen stadtentwicklungsgeschichtlich von Wert. | 09216085 |
|                                         | Mietshaus mit Einfriedung in Ecklage und offener Bebauung | Bernhardstraße 111 (Karte)                                                      | um 1895 (Mietshaus) | historistischer Bau vor 1900, vereinfacht, aber mit auffälligen Gestaltungsdetails, als Teil des Villenquartiers Plauen stadtentwicklungsgeschichtlich von Wert. | 09212168 |
|                                         | Mietvilla mit Einfriedung | Bernhardstraße 112 (Karte)                                                      | um 1900 (Mietvilla) | repräsentativer Villenbau der Architektur um 1900 zwischen Historismus und Jugendstil, Putzfassade geprägt von Zierfachwerk an den Giebeln, Eckquaderungen sowie anderen akzentuierenden, zumeist versachlichten Schmuckelementen, baugeschichtlich bedeutend, zudem als Teil des Villenquartiers Plauen stadtentwicklungsgeschichtlich von Wert. | 09212169 |
|                                         | Mietvilla mit Teilen der Einfriedung | Bernhardstraße 116 (Karte)                                                      | nach 1900 (Mietvilla) | eigenwilliges Treppenhaus, Außenbau leider verändert, in Teilen baugeschichtlich bedeutend, zudem als Teil des Villenquartiers Plauen stadtentwicklungsgeschichtlich von Wert. | 09212170 |
| Weitere Bilder                          | Gartenheimsiedlung Plauen: Doppelwohnhaus (Einzeldenkmal zu ID-Nr. 09306702)                                                                                   | Bernhardstraße 134; 136 (Karte)                                                 | 1927–1928 (Doppelwohnhaus) | Einzeldenkmal der Sachgesamtheit Gartenheimsiedlung Plauen: Doppelwohnhaus; Teil einer kleinen Siedlung, baugeschichtlich und stadtentwicklungsgeschichtlich bedeutend. | 09212145 |
| Weitere Bilder                          | Gartenheimsiedlung Plauen: Doppelwohnhaus (Einzeldenkmal zu ID-Nr. 09306702)                                                                                   | Bernhardstraße 138; 140 (Karte)                                                 | 1927–1928 (Doppelwohnhaus) | Einzeldenkmal der Sachgesamtheit Gartenheimsiedlung Plauen: Doppelwohnhaus; Teil einer kleinen Siedlung, baugeschichtlich und stadtentwicklungsgeschichtlich bedeutend. | 09212165 |
| Weitere Bilder                          | Äußerer Plauenscher Friedhof | Bernhardstraße 141 (Karte)                                                      | 1882 (Friedhofskapelle), 1882 (Einfriedung)                                                                                          | Friedhofskapelle, Verwaltergebäude, Leichenhalle, Grabanlagen, Glockenturm und Einfriedungsmauer des Äußeren Plauener Friedhofs; von dokumentarischer Bedeutung für die Sepulkralarchitektur des 19. Jahrhunderts und die Grabmalskunst bis in die 1950er Jahre, mit Erinnerungswert, bedeutend für die Ortsgeschichte sowie künstlerisch und personengeschichtlich wertvoll. | 09212212 |
|                                         | Fachwerkträger einer Straßenbrücke über die Weißeritz | Bienertstraße (Karte)                                                           | um 1890 (Straßenbrücke) | Fachwerkträger einer Straßenbrücke über die Weißeritz; Anlage zur Fußgängerbrücke umgebaut, mittlerweile seltene Teile einer Brückenkonstruktion des ausgehenden 19. Jahrhunderts, baugeschichtlich und technikgeschichtlich bedeutend. | 09212111 |
| Weitere Bilder                          | Doppelmietshaus in Ecklage und offener Bebauung | Bienertstraße 6 (Karte)                                                         | um 1900 (Doppelmietshaus) | Doppelmietshaus (Agnes-Smedley-Straße 6 und Bienertstraße 6) in Ecklage und offener Bebauung. | 09216125 |
|                                         | Villa | Bienertstraße 13 (Karte)                                                        | 1883 (Villa) | historistischer Wohnbau des ausgehenden 19. Jahrhunderts, mit symmetrischer Gestaltung, Horizontalgliederung und Ädikula-Fenstereinfassungen klassisches Beispiel eines im Sinne der italienischen Renaissance gestalteten Gebäudes, Teil des Villenquartiers Plauen, baugeschichtlich und stadtentwicklungsgeschichtlich bedeutend. | 09216086 |
|                                         | Villa mit Teilen der Einfriedung | Bienertstraße 15 (Karte)                                                        | bezeichnet 1885 (Villa) | trotz Vereinfachungen mit seinen mannigfaltigen gestalterischen Details noch als Wohnbau des Historismus im ausgehenden 19. Jahrhundert anschaulich, bestimmt von Mittelrisalit, darüber Turmaufbau, als Teil des Villenquartiers Plauen stadtentwicklungsgeschichtlich von Wert. | 09212098 |
|                                         | Postgebäude in Ecklage | Bienertstraße 17 (Karte)                                                        | um 1900 (Post) | Ehem. Postgebäude in Ecklage, jetzt Wohnhaus; repräsentativer historisierender Klinker-Sandstein-Bau, die Ecke durch reich gestalteten Vorbau mit markantem Aufsatz betont, auch die Fassaden zur Bienertstraße und zur Klingenberger Straße sehr aufwändig, baugeschichtlich und ortsgeschichtlich sowie künstlerisch bedeutend. | 09212097 |
| Direkt Bild zu diesem Denkmal hochladen | Decke mit Stuckdekor und Schablonenmalerei | Bienertstraße 18 (Karte)                                                        | um 1895, Deckengestaltung (Ausstattung)                                                                                              | weitgehend im originalen Zustand erhalten, dokumentiert auf anschauliche Weise die Innenraumgestaltung des ausgehenden 19. Jahrhunderts, baugeschichtlich bedeutend. | 09210370 |
|                                         | Mietvilla mit Einfriedung | Bienertstraße 33 (Karte)                                                        | um 1900 (Mietvilla) | symmetrische Straßenfassade bestimmt von Anbau mit Austritt, Fenster mit kräftigen, verzierten Rahmungen, vereinfachter Historismusbau, als Teil des Villenquartiers von Plauen stadtentwicklungsgeschichtlich von Wert. | 09212205 |
|                                         | Mietvilla mit Einfriedung | Bienertstraße 39 (Karte)                                                        | um 1895 (Mietvilla) | charakteristischer Wohnbau des Historismus im ausgehenden 19. Jahrhundert, belebt durch übergiebelten Seitenrisalit, mit dem markanten Schweifgiebel und dem Fassadendekor, wie der Form der Fensterrahmungen, in Anlehnung an die deutsche Renaissance gestaltet, baugeschichtlich bedeutend, zudem als Teil des Villenquartiers Plauen stadtentwicklungsgeschichtlich von Wert. | 09216088 |
|                                         | Mietvilla mit Einfriedung | Bienertstraße 44 (Karte)                                                        | 1891–1892, bezeichnet 1900? (Mietvilla)                                                                                              | charakteristischer Wohnbau des Historismus um 1895, belebt durch markante Drempelmalerei und Fassadenschmuck, insbesondere die »schweren« Fensterbedachungen im Hochparterre, in Anlehnung an verschiedene Stilvorbilder, die Dachüberstände erinnern an Schweizerhäuser, baugeschichtlich bedeutend, zudem als Teil des Villenquartiers Plauen stadtentwicklungsgeschichtlich von Wert. | 09212202 |
|                                         | Mietvilla mit Einfriedung | Bienertstraße 46 (Karte)                                                        | um 1895 (Mietvilla) | markantes historisierendes Gebäude, gegliedert durch Mittelrisalit, Giebelziel und aufwendige Fensterbedachungen im Hochparterre setzen Akzente, innen Stuckdecken zumeist später, bildet Baugruppe mit gestalterisch ähnlichem, benachbartem Haus Bienertstraße 44, baugeschichtlich bedeutend, zudem als Teil des Villenquartiers Plauen stadtentwicklungsgeschichtlich von Wert. | 09210421 |
|                                         | Mietvilla mit Teilen der Einfriedung | Bienertstraße 49 (Karte)                                                        | bezeichnet 1891 (Mietvilla) | typische Historismusvilla im Stil der Deutschen Renaissance mit rotem Klinker, Giebeln und Eckbetonung, baugeschichtlich bedeutend, zudem als Teil des Villenquartiers von Plauen stadtentwicklungsgeschichtlich von Belang. | 09212201 |
|                                         | Doppelmietshaus in Ecklage und halboffener Bebauung | Bienertstraße 50 (Karte)                                                        | um 1900 (Mietshaus) | Doppelmietshaus in Ecklage und halboffener Bebauung mit Einfriedung (Bienertstraße 50 und Nöthnitzer Straße 23); Lokal im Erdgeschoss zur Nöthnitzer Straße, typischer Wohnbau der Spätphase des Historismus, Eklektizismus genannt, der sich an mehreren Stilvorbildern orientiert, mit Klinker-Putz-Fassaden und zahlreichen Schmuck- sowie Gliederungselementen, baugeschichtlich bedeutend, zudem als Teil des Villenquartiers von Plauen stadtentwicklungsgeschichtlich von Belang. | 09216137 |
|                                         | Mietshaus in geschlossener Bebauung | Bienertstraße 53 (Karte)                                                        | um 1900 (Mietshaus) | mit Bernhardstraße 89 und Bienertstraße 55 zu einer Anlage zusammengefasst, die flankierenden Gebäude in Ecklage, beeindruckender historistischer Wohnbau des ausgehenden 19. Jahrhunderts, Klinker-Werkstein-Fassade, reicher Fassadenschmuck, Teil des Villenquartiers Plauen, hier eine Platzbebauung mit Gebäudegruppen bildend, baugeschichtlich und stadtentwicklungsgeschichtlich bedeutend. | 09216131 |
|                                         | Mietshaus in geschlossener Bebauung | Bienertstraße 55 (Karte)                                                        | um 1900 (Mietshaus) | mit Bernhardstraße 89 und Bienertstraße 53 und zu einer Anlage zusammengefasst, die flankierenden Gebäude in Ecklage, beeindruckender historistischer Wohnbau des ausgehenden 19. Jahrhunderts, Klinker-Werkstein-Fassade, reicher Fassadenschmuck, Teil des Villenquartiers Plauen, hier eine Platzbebauung mit Gebäudegruppen bildend, baugeschichtlich und stadtentwicklungsgeschichtlich bedeutend. | 09306746 |
|                                         | Weichbildstein mit Wappen und Jahreszahlen | Chemnitzer Straße (Karte)                                                       | bezeichnet 1679 (Weichbildstein) | Weichbildstein mit Wappen und Jahreszahlen; ortsgeschichtlich bedeutend, zudem als älteres Zeugnis der Stadtgeschichte mit Seltenheitswert | 09210406 |
|                                         | Mietshaus in offener Bebauung | Chemnitzer Straße 71 (Karte)                                                    | um 1900 (Mietshaus) | repräsentativer historistischer Wohnbau um 1900 mit Klinker-Werkstein-Front, belebt von stiltypischer Dekoration, dabei der Mittelrisalit hervorgehoben, auffällig auch der verschiedenfarbige Steine, baugeschichtlich bedeutend. | 09212204 |
|                                         | Wohnhaus mit Einfriedung in offener Bebauung | Chemnitzer Straße 76 (Karte)                                                    | um 1880 (Wohnhaus) | schlichtes frühhistoristisches Gebäude mit wenigen, akzentuierenden Schmuck- und Gliederungselementen, aus der Zeit als sich Plauen vom Dorf zur Vorstadt entwickelte, baugeschichtlich und stadtentwicklungsgeschichtlich bedeutend. | 09216087 |
|                                         | Wohnhaus in offener Bebauung | Chemnitzer Straße 84 (Karte)                                                    | um 1860 (Wohnhaus) | schlichtes frühhistoristisches Gebäude mit wenigen, akzentuierenden Schmuck- und Gliederungselementen, an der Seite Serlio-Motiv, noch ländlich anmutend, aus der Zeit als sich Plauen vom Dorf zur Vorstadt entwickelte, baugeschichtlich und stadtentwicklungsgeschichtlich bedeutend. | 09216089 |
| Weitere Bilder                          | Wohn- und Geschäftshaus mit seitlichem Portal in offener Bebauung                                                                                              | Chemnitzer Straße 88 (Karte)                                                    | nach 1900 (Wohn- und Geschäftshaus)                                                                                                  | repräsentativer Wohnbau des Reformstils nach 1900, zugleich aufwendig und zurückhaltend, typisch das hohe Dach und der akzentuierende Dekor, darunter Zierfachwerk und stilisierte, zumeist florale Ornamentik, zwei Erker, seitlich mit Haube, baugeschichtlich bedeutend. | 09212108 |
|                                         | Wohn- und Geschäftshaus in Ecklage und halboffener Bebauung, dazu Teile der Ladenausstattung                                                                   | Chemnitzer Straße 90 (Karte)                                                    | 1898 (Wohn- und Geschäftshaus) | äußerst repräsentativer späthistoristischer Bau, mit Erkern und geschweiften Giebeln vor allem in Anlehnung an die deutsche Renaissance gestaltet, reicher Fassadenschmuck, baugeschichtlich und künstlerisch bedeutend, zudem als Teil einer gestalterisch herausragend wirkenden und geschlossen erscheinenden Häuserzeile städtebaulich von Wert. | 09212107 |
|                                         | Wohn- und Geschäftshaus in geschlossener Bebauung | Chemnitzer Straße 92 (Karte)                                                    | bezeichnet 1898 (Wohn- und Geschäftshaus)                                                                                            | äußerst repräsentativer späthistoristischer Bau, mit Erker und geschweiftem Giebeln vor allem in Anlehnung an die deutsche Renaissance gestaltet, reicher Fassadenschmuck, baugeschichtlich und künstlerisch bedeutend, zudem als Teil einer gestalterisch herausragend wirkenden und geschlossen erscheinenden Häuserzeile städtebaulich von Wert. | 09212106 |
|                                         | Wohnhaus mit Einfriedung in offener Bebauung | Chemnitzer Straße 93 (Karte)                                                    | 1877/1880 (Wohnhaus) | vereinfachter historistischer Wohnbau des ausgehenden 19. Jahrhunderts, dominiert von Mittelrisalit, Teil des Villenquartiers Plauen, stadtentwicklungsgeschichtlich bedeutend. | 09216090 |
|                                         | Wohn- und Geschäftshaus in geschlossener Bebauung | Chemnitzer Straße 94 (Karte)                                                    | bezeichnet 1897 (Wohn- und Geschäftshaus)                                                                                            | äußerst repräsentativer späthistoristischer Bau, mit seinen Formen vor allem in Anlehnung an den Barock gestaltet, reicher Fassadenschmuck vor allem auf der Mittelachse mit Erker und Giebel, baugeschichtlich und künstlerisch bedeutend, zudem als Teil einer gestalterisch herausragend wirkenden und geschlossen erscheinenden Häuserzeile städtebaulich von Wert. | 09212105 |
|                                         | Wohn- und Geschäftshaus in Ecklage und geschlossener Bebauung                                                                                                  | Chemnitzer Straße 96 (Karte)                                                    | bezeichnet 1897 (Wohn- und Geschäftshaus)                                                                                            | äußerst repräsentativer späthistoristischer Bau, mit üppigem Maßwerkdekor, Erkern und geschweiften Giebeln vor allem in Anlehnung an die Gotik und die deutsche Renaissance gestaltet, baugeschichtlich und künstlerisch bedeutend, zudem als Teil einer gestalterisch herausragend wirkenden und geschlossen erscheinenden Häuserzeile städtebaulich von Wert. | 09212104 |
| Weitere Bilder                          | Aussichtsturm Hoher Stein | Coschützer Straße (Karte)                                                       | 1864 (Aussichtsturm) | Aussichtsturm auf Syenitklippe über dem Plauenschen Grund, Rundturm, beliebtes Ausflugsziel der Bürger von Plauen und Dresden, ortsgeschichtlich bedeutend. | 09212141 |
|                                         | Gedenkstätte | Coschützer Straße - (Karte)                                                     | bezeichnet 1987 (Gedenkstein) | Gedenkstätte Fritz Schulze und Eva Schulze-Knabe; Anlage aus Gedenkstein mit Freiflächengestaltung, ersterer sich nach oben verbreiternde Stele auf abgestuftem Sockel, Sandstein, Reliefs mit Porträts und Inschrift, erinnert vor allem an den von den Nationalsozialisten 1942 in Berlin-Plötzensee hingerichteten Antifaschisten Fritz Schulze, ortsgeschichtlich und personengeschichtlich bedeutend. | 09212142 |
|                                         | Mietvilla mit Einfriedung | Coschützer Straße 7 (Karte)                                                     | um 1890 (Mietvilla) | historistischer Wohnbau des ausgehenden 19. Jahrhunderts, dominiert von mittigem Eingang und vorgezogenen Seitenrisaliten, Teil des Villenquartiers Plauen, baugeschichtlich und stadtentwicklungsgeschichtlich bedeutend. | 09212072 |
|                                         | Mietvilla mit Teilen der Einfriedung | Coschützer Straße 9 (Karte)                                                     | um 1910 (Mietvilla) | charakteristischer Bau der Reformarchitektur um 1910 mit hohem Dach und fast schmucklosen Fassaden, baugeschichtlich bedeutend, zudem als Teil des Villenquartiers von Plauen stadtentwicklungsgeschichtlich von Wert. | 09212073 |
|                                         | Fabrikationsgebäude | Coschützer Straße 10 (Karte)                                                    | um 1900 (Fabrikgebäude) | rückwärtig im Grundstück gelegen, markanter Klinker-Werkstein-Bau seiner Zeit, baugeschichtlich und industriegeschichtlich bedeutend. | 09216091 |
|                                         | Mietvilla | Coschützer Straße 11 (Karte)                                                    | um 1910 (Mietvilla) | charakteristischer Bau der Reformarchitektur um 1910 mit hohem Dach und fast schmucklosen Fassaden, baugeschichtlich bedeutend, zudem als Teil des Villenquartiers von Plauen stadtentwicklungsgeschichtlich von Wert. | 09212074 |
|                                         | Wohnhaus mit Anbau in offener Bebauung | Coschützer Straße 12 (Karte)                                                    | um 1928 (Wohnhaus) | mit Lochfassade, Klappläden und Walmdach klassischer traditioneller Bau um 1930, baugeschichtlich bedeutend. | 09212069 |
|                                         | Mietvilla | Coschützer Straße 14 (Karte)                                                    | um 1880 (Mietvilla) | etwas überformter Wohnbau des Historismus im ausgehenden 19. Jahrhundert, italienisierendes Gebäude mit weiten Dachüberständen, klare symmetrische Gliederung der Fronten, baugeschichtlich bedeutend, zudem als Teil des Villenquartiers Plauen stadtentwicklungsgeschichtlich von Wert. | 09216092 |
|                                         | Mietshaus in Ecklage und offener Bebauung | Coschützer Straße 16 (Karte)                                                    | bezeichnet 1897 (Mietshaus) | markanter Wohnbau des Historismus des ausgehenden 19. Jahrhunderts, baugeschichtlich und stadtentwicklungsgeschichtlich bedeutend. | 09212075 |
|                                         | Mehrfamilienhäuser einer Wohnanlage | Coschützer Straße 17; 19; 21 (Karte)                                            | um 1928 Mehrfamilienwohnhaus | mit nach der Höhenentwicklung gestaffelten Häusern, typische Wohngebäude um 1930, im Sinne des damaligen Kleinwohnungs- und Siedlungsbaus, verbinden traditionelle Elemente, wie das Walmdach, mit modernen und expressionistischen Gestaltungsformen, hier steinsichtigen Bändern, Sockeln und Türrahmungen einschl. spitzen Scheitelsteinen aus Klinker, baugeschichtlich bedeutend. | 09212122 |
|                                         | Doppelwohnhaus in offener Bebauung | Coschützer Straße 23; 25 (Karte)                                                | um 1928 (Doppelwohnhaus) | typische Wohngebäude um 1930, im Sinne des damaligen Kleinwohnungs- und Siedlungsbaus, verbinden traditionelle Elemente, wie das Walmdach, mit modernen und expressionistischen Gestaltungsformen, hier steinsichtigen Bändern, Sockeln und Türrahmungen aus Klinker, baugeschichtlich bedeutend. | 09212123 |
|                                         | Villa mit Einfriedung | Coschützer Straße 45b (Karte)                                                   | um 1900 (Villa) | Wohnbau der Architektur um 1900 zwischen Historismus und Jugendstil, Putzfassade geprägt von Zierfachwerk an den Giebeln, baugeschichtlich bedeutend, zudem als Teil des Villenquartiers Plauen stadtentwicklungsgeschichtlich von Wert. | 09212140 |
|                                         | Plaut-Haus | Coschützer Straße 54; 56 (Karte)                                                | 1902 (Doppelwohnhaus) | Doppelwohnhaus Coschützer Straße 54/56 mit Einfriedung; Gebäude des Dresdner Spar- und Bauvereins, Beispiel der frühen Moderne kurz nach 1900, auch der Reformarchitektur, Belebung der Fassade durch Gliederung und akzentuierenden Schmuck, Entwurf des bekannten Büros Schilling & Graebner, baugeschichtlich, sozialgeschichtlich und künstlerisch bedeutend. | 09212147 |
|                                         | Mädchenheim/Altersheim/Seniorenheim mit Einfriedung | Coschützer Straße 58 (Karte)                                                    | um 1900 (Altenheim) | typischer historistischer Bau seiner Zeit, baugeschichtlich bedeutend, als mittlerweile historische soziale Stätte von Dresden-Plauen auch ortsgeschichtlich von Bedeutung. | 09212148 |
|                                         | Wohnhaus mit Einfriedung in offener Bebauung | Coschützer Straße 65 (Karte)                                                    | 1888–1889 (Heim) | Gemeinde Plauen als Bauherr, nach Eingemeindung im Besitz Dresdens, möglicherweise für Ruheständler oder als Altersheim errichtet, markanter historistischer Bau, ortsgeschichtlich und baugeschichtlich bedeutend. | 09212149 |
| Weitere Bilder                          | Müllerbrunnen | F.-C.-Weiskopf-Platz (Karte)                                                    | bezeichnet 1902 (Brunnen), bezeichnet 1902 (Brunnenplastik)                                                                          | Brunnen mit aufwendig gestaltetem Sockel und Bronzefigur (Kopie des von Robert Henze geschaffenen Müllerburschen); eine der gestalterisch anspruchsvollsten Anlagen von Dresden, künstlerisch bedeutend. | 09212086 |
|                                         | Mietshaus in Ecklage und geschlossener Bebauung | F.-C.-Weiskopf-Platz 2 (Karte)                                                  | um 1898 (Mietshaus) | mit Laden, Wohnbau der Architektur um 1900 zwischen Historismus und Jugendstil, an der Ecke Erker und Loggien, wuchtiges Erdgeschoss mit Quaderung, Putzfassaden geprägt von unterschiedlichen Schmuckelementen, wie Zierfachwerk und Friesen, baugeschichtlich bedeutend, an einem zentralen Platz von Plauen zudem ortsbildprägend. | 09212103 |
|                                         | Mietvilla mit Einfriedung | Friedrich-Hegel-Straße 6 (Karte)                                                | nach 1900 (Mietvilla) | Wohnbau der Architektur um 1900 zwischen Historismus und Jugendstil, Putzfassade geprägt von Zierfachwerk am Giebel, auffällig auch der kleine Erker im Erdgeschoss, baugeschichtlich bedeutend, zudem als Teil des Villenquartiers Plauen stadtentwicklungsgeschichtlich von Wert. | 09212174 |
|                                         | Villa Johanna | Friedrich-Hegel-Straße 9 (Karte)                                                | 1901 (Villa) | Villa mit Einfriedung; errichtet für Prof. Ernst Müller (1856–1929), repräsentativer historistischer Wohnbau des ausgehenden 19. Jahrhunderts, Klinker-Werkstein-Fassade, seitlich dominierender Dreiecksgiebel, in der Spitze aufwendiges Relief, Teil des Villenquartiers Plauen, baugeschichtlich und stadtentwicklungsgeschichtlich bedeutend. | 09212173 |
|                                         | Mietvilla mit Einfriedung | Friedrich-Hegel-Straße 10 (Karte)                                               | 1906–1907 (Mietvilla) | historistischer Wohnbau der Architektur kurz nach 1900, Putzfassade geprägt von Zierfachwerk an Giebel und Drempel, vereinfacht, dennoch mit vielen originalen Details, als Teil des Villenquartiers Plauen stadtentwicklungsgeschichtlich von Wert, zudem als Wohnstätte des bekannten Wissenschaftlers und Professors Heinrich Barkhausen personengeschichtlich von Wert. | 09212172 |
|                                         | Mietvilla mit Einfriedung | Friedrich-Hegel-Straße 12 (Karte)                                               | bezeichnet 1896 (Mietvilla) | historistischer Wohnbau des ausgehenden 19. Jahrhunderts, dominiert von Mittelrisalit mit Schweifgiebel, seitlicher offener Veranda und hohem Dach, Teil des Villenquartiers Plauen, baugeschichtlich und stadtentwicklungsgeschichtlich bedeutend. | 09212171 |
|                                         | Mietvilla mit Einfriedung | Friedrich-Hegel-Straße 17 (Karte)                                               | um 1895 (Mietvilla) | historistischer Wohnbau der Architektur kurz vor 1900, dominiert von offener, überdachter und reich mit Holzzierrat dekorierter Veranda, Putzfassaden mit zum Teil gestalteten Fensterrahmen, baugeschichtlich bedeutend, als Teil des Villenquartiers Plauen stadtentwicklungsgeschichtlich von Wert. | 09216119 |
|                                         | Mietvilla mit Einfriedung | Friedrich-Hegel-Straße 18 (Karte)                                               | um 1900 (Mietvilla) | historistischer Wohnbau der Architektur kurz vor oder um 1900, Putzfassade vereinfacht, dennoch mit vielen originalen Details, als Teil des Villenquartiers Plauen stadtentwicklungsgeschichtlich von Wert. | 09216149 |
|                                         | Mietshaus mit Einfriedung in Ecklage und offener Bebauung | Friedrich-Hegel-Straße 19 (Karte)                                               | um 1890 (Mietshaus) | markanter historistischer Wohnbau des ausgehenden 19. Jahrhunderts, Klinker-Werkstein-Fassade, reicher Fassadenschmuck, Teil des Villenquartiers Plauen, baugeschichtlich und stadtentwicklungsgeschichtlich bedeutend. | 09216120 |
|                                         | Villa mit Teilen der Einfriedung | Friedrich-Hegel-Straße 28 (Karte)                                               | um 1930 (Villa) | wohl um 1930 entstanden, klar aufgebaut, dominiert von straßenseitiger Vorhalle mit Austritt, als Teil des Villenquartiers Plauen stadtentwicklungsgeschichtlich von Wert. | 09212154 |
| Weitere Bilder                          | Mietshaus mit Einfriedung in Ecklage und offener Bebauung | Gitterseestraße 14 (Karte)                                                      | vor 1900 (Mietshaus) | Wohnbau der Architektur um 1900 zwischen Historismus und Jugendstil, zum Teil malerisches Fachwerk am Eckturm und den seitlichen Giebeln, Putzfassaden geprägt von sandsteingerahmten Fenstern, als Teil des Villenquartiers Plauen stadtentwicklungsgeschichtlich von Wert. | 09212066 |
| Weitere Bilder                          | Westendpark; Johann-Gottlieb-Fichte-Park | Großmannstraße (Karte)                                                          | 1890–1891 (Parkanlage), 1919–1920 (Gartenskulptur)                                                                                   | Park mit zwei Sandsteinfiguren von Franz Weschke und Paul Polte; darin auch der Fichteturm (ID-Nr. 09212127), Areal mit Teichanlage, gestalterisch anspruchsvoll, vom bedeutenden Gartenkünstler Carl Hampel (1849–1930), ortsgeschichtlich und gartenkünstlerisch bedeutend. | 09216139 |
| Weitere Bilder                          | Bismarckturm; Fichteturm | Großmannstraße (Karte)                                                          | 1896 (Bismarckturm) | Aussichtsturm auf quadratischem Sockel, an diesem hervorgehobenes Eingangsportal, über dem Rundteil Plattform mit Zinnenkranz und bedachtem Austritt. | 09212127 |
|                                         | Einfriedung | Großmannstraße 1; 3 (Karte)                                                     | um 1900 (Einfriedung) | klassische Grundstückseinfassung der späten Gründerzeit und um 1900, Teil des Villenquartiers Plauen, baugeschichtlich und stadtentwicklungsgeschichtlich bedeutend. | 09210407 |
|                                         | Mietvilla mit Einfriedung | Halbkreisstraße 1 (Karte)                                                       | bezeichnet 1887 (Mietvilla) | charakteristischer späthistoristischer Bau, mit Zierfachwerk und weiten Dachüberständen auch in Anlehnung an den Schweizerhausstil, vereinfacht, Teil des Villenquartiers Plauen, baugeschichtlich und stadtentwicklungsgeschichtlich bedeutend. | 09216148 |
|                                         | Mietvilla mit Einfriedung | Halbkreisstraße 2 (Karte)                                                       | 1903 (Mietvilla) | Villenbau der Architektur um 1900 zwischen Historismus und Jugendstil, Zierfachwerk in einem Giebel, Schmuck offenbar vereinfacht, auffällig die Pfeiler der Einfriedung, als Teil des Villenquartiers von Plauen stadtentwicklungsgeschichtlich von Bedeutung. | 09212129 |
|                                         | Mietvilla mit Einfriedung | Halbkreisstraße 5 (Karte)                                                       | um 1905 (Mietvilla) | charakteristischer Bau der Reformarchitektur um 1910 mit hohem Dach und fast schmucklosen Fassaden, baugeschichtlich bedeutend, zudem als Teil des Villenquartiers von Plauen stadtentwicklungsgeschichtlich von Wert. | 09216147 |
|                                         | Mietvilla mit Einfriedung | Halbkreisstraße 7 (Karte)                                                       | nach 1900 (Mietvilla) | Wohnbau zwischen Historismus und Jugendstil um 1900, verändert, aber mit vielen Gestaltungselementen aus der Entstehungszeit, die Einfriedung auffällig, als Teil des Villenquartiers von Plauen stadtentwicklungsgeschichtlich von Bedeutung. | 09212130 |
|                                         | Mietvilla mit Einfriedung | Halbkreisstraße 12 (Karte)                                                      | 1902–1903 (Mietvilla) | Mietvilla Halbkreisstraße 12 mit Einfriedung; zeittypischer Bau der Architektur um 1900, Putzfassade mit dominanter, reicher Jugendstildekoration, baugeschichtlich bedeutend, zudem als Teil des Villenquartiers von Plauen stadtentwicklungsgeschichtlich von Wert. | 09216145 |
|                                         | Mietvilla mit Einfriedung | Halbkreisstraße 14 (Karte)                                                      | nach 1900 (Mietvilla) | Bau mit hohem Dach und übergiebeltem Mittelrisalit, als Teil des Villenquartiers von Plauen stadtentwicklungsgeschichtlich von Wert. | 09216146 |
|                                         | Mietvilla mit Einfriedung | Halbkreisstraße 21 (Karte)                                                      | um 1900 (Mietvilla) | mit hohem straßenseitigem Giebel, als Teil des Villenquartiers von Plauen stadtentwicklungsgeschichtlich von Wert. | 09212151 |
|                                         | Einfamilienhaus mit Garagenanbau, Einfriedung und Garten | Hantzschstraße 14 (Karte)                                                       | um 1935 (Einfamilienwohnhaus) | bemerkenswerter Wohnbau der 1930er Jahre mit zeittypischer und zugleich unverwechselbarer Gestaltung, belebt von steinsichtigen Elementen, Klappläden, Fenstergittern, Sprossenfenstern, erwähnenswert die seitliche Esse, welche an Bauten des englischen Cottagestil erinnert, baugeschichtlich und künstlerisch bedeutend. | 09304494 |
|                                         | Mietvilla mit Resten der Einfriedung | Hegerstraße 12 (Karte)                                                          | um 1895 (Mietvilla) | historistischer Wohnbau des ausgehenden 19. Jahrhunderts, dominiert von Risalit und Veranda, zumeist barockisierender Bauschmuck, Teil des Villenquartiers Plauen, baugeschichtlich und stadtentwicklungsgeschichtlich bedeutend. | 09216007 |
|                                         | Wohnhaus eines ehem. Bauernhofes | Hofmühlenstraße 55 (Karte)                                                      | um 1800 und später (Wohnhaus) | charakteristisches ländliches Gebäude seiner Zeit, gehört zu den letzten Resten des Dorfkerns von Plauen, baugeschichtlich und stadtentwicklungsgeschichtlich bedeutend. | 09216121 |
|                                         | Wohnhaus eines Bauernhofes | Hofmühlenstraße 57 (Karte)                                                      | 1. Hälfte 19. Jh. (Wohnhaus) | charakteristische ländliche Gebäude ihrer Zeit, gehören zu den letzten Resten des Dorfkerns von Plauen, baugeschichtlich und stadtentwicklungsgeschichtlich bedeutend. | 09212116 |
|                                         | Wohnhaus und Seitengebäude eines Bauernhofes | Hofmühlenstraße 59; 61 (Karte)                                                  | 2. Hälfte 19. Jh. (Wohnhaus) | charakteristische ländliche Gebäude ihrer Zeit, gehören zu den letzten Resten des Dorfkerns von Plauen, baugeschichtlich und stadtentwicklungsgeschichtlich bedeutend. | 09212115 |
|                                         | Wohnhaus eines Bauernhofes | Hofmühlenstraße 63 (Karte)                                                      | bezeichnet 1787 (MDCCLXXXVII) | charakteristisches ländliches Gebäude seiner Zeit, gehört zu den letzten Resten des Dorfkerns von Plauen, baugeschichtlich und stadtentwicklungsgeschichtlich bedeutend. | 09212114 |
|                                         | Wohnhaus eines Bauernhofes | Hofmühlenstraße 65 (Karte)                                                      | 1. Hälfte 19. Jh., möglw. im Kern älter (Wohnhaus)                                                                                   | charakteristisches ländliches Gebäude seiner Zeit, gehört zu den letzten Resten des Dorfkerns von Plauen, baugeschichtlich und stadtentwicklungsgeschichtlich bedeutend. | 09216132 |
|                                         | Wohnhaus mit historisierendem Eckanbau in offener Bebauung | Hofmühlenstraße 71 (Karte)                                                      | 2. Hälfte 18. Jh. (Wohnhaus) | charakteristisches ländliches Gebäude seiner Zeit, gehört zu den letzten Resten des Dorfkerns von Plauen, baugeschichtlich und stadtentwicklungsgeschichtlich bedeutend. | 09212113 |
|                                         | Ateliergebäude | Hohe Straße 54 (Karte)                                                          | um 1880 (Atelier) | Wirkungsstätte von bedeutenden, in Dresden tätigen Bildhauern, wie Robert Henze, Oskar Döll und Friedrich Press, personengeschichtlich bedeutend, zudem als Beispiel eines vor allem im späten 19. Jahrhunderts entstandenen Ateliers baugeschichtlich von Belang. | 09304125 |
|                                         | Mietvilla mit Einfriedung | Hohe Straße 62 (Karte)                                                          | bezeichnet 1890 (Mietvilla) | typischer historistischer Klinker-Werkstein-Putz-Bau des ausgehenden 19. Jahrhunderts, im Stil der Neorenaissance, zur Straße Seitenrisalit, Eingang durch Turm hervorgehoben, gestalterisch markantes Gebäude seiner Zeit, Teil des Villenquartiers von Plauen, baugeschichtlich, künstlerisch und stadtentwicklungsgeschichtlich bedeutend. Am Wohnhaus befindet sich eine Gedenktafel für Franz Theodor Wolf. | 09212203 |
|                                         | Mietshaus mit Einfriedung | Hohe Straße 67 (Karte)                                                          | um 1895 (Mietvilla) | historistischer Wohnbau des ausgehenden 19. Jahrhunderts, auf Sockel mit Zyklopenmauerwerk, auffällig auch das steile Mansarddach, die Gestaltungselemente akzentuierend, Teil des Villenquartiers Plauen, baugeschichtlich und stadtentwicklungsgeschichtlich bedeutend. | 09216008 |
|                                         | Mietshaus in offener Bebauung und Ecklage | Hohe Straße 90 (Karte)                                                          | um 1895 (Mietshaus) | historistischer Bau kurz vor 1900, dominierend die Ecke mit Turmspitze, Dreiecksgiebel und Balkonen/Loggien, Fassaden etwas vereinfacht, aber mit auffälligen Gestaltungsdetails, baugeschichtlich bedeutend, als Teil des Villenquartiers Plauen stadtentwicklungsgeschichtlich von Wert. | 09212062 |
|                                         | Mietshaus mit Einfriedung in offener Bebauung | Hohe Straße 95 (Karte)                                                          | um 1895 (Mietshaus) | charakteristischer Wohnbau des Historismus im ausgehenden 19. Jahrhundert, mit Eckquaderungen und Horizontalgliederung vor allem in Anlehnung an die Italienische Renaissance gestaltet, darüber hinaus auch anderweitige Formen, mittige Eingangsachse betont, baugeschichtlich bedeutend, zudem als Teil des Villenquartiers Plauen stadtentwicklungsgeschichtlich von Wert. | 09216009 |
|                                         | Villa mit kleiner Pforte (Torbogen) und Einfriedung | Hohe Straße 100 (Karte)                                                         | um 1905 (Villa) | markanter Bau mit hohem Walmdach, Dachgaupe, Balkonanbau mit Austritt im Obergeschoss und wenigen akzentuierenden Gliederungs- und Schmuckelementen, charakteristisches Beispiel der Reformarchitektur nach 1900, baugeschichtlich bedeutend, zudem als Teil des Villenquartiers Plauen stadtentwicklungsgeschichtlich von Wert. | 09212137 |
|                                         | Mietvilla | Hohe Straße 107 (Karte)                                                         | um 1890 (Villa) | charakteristischer Wohnbau des Historismus im ausgehenden 19. Jahrhundert, mit Horizontalgliederung vor allem in Anlehnung an die Italienische Renaissance gestaltet, darüber hinaus auch anderweitige Formen, Mittelachse betont, baugeschichtlich bedeutend, zudem als Teil des Villenquartiers Plauen stadtentwicklungsgeschichtlich von Wert. | 09216010 |
|                                         | Mietshaus mit Einfriedung, in Ecklage und offener Bebauung | Hohe Straße 109 (Karte)                                                         | um 1890 (Mietshaus) | als weitgehend authentisches Zeugnis der Architektur seiner Zeit baugeschichtlich bedeutend, zudem als Teil des Villenquartiers Plauen stadtentwicklungsgeschichtlich von Wert. | 09306850 |
|                                         | Mietshaus mit Einfriedung in Ecklage und offener Bebauung | Hohe Straße 117 (Karte)                                                         | um 1895 (Mietshaus) | charakteristischer Wohnbau des späten Historismus mit gestalterisch hervorgehobener Straßenfassade, als weitgehend authentisches Zeugnis der Architektur seiner Zeit baugeschichtlich bedeutend, zudem als Teil des Villenquartiers Plauen stadtentwicklungsgeschichtlich von Wert. | 09212061 |
|                                         | Mietvilla mit Einfriedung | Hohe Straße 125 (Karte)                                                         | um 1910 (Mietvilla) | im Treppenhaus mehrere Glasgemäldefenster und originale Türen, typischer Bau um 1900, baugeschichtlich bedeutend, zudem als Teil des Villenquartiers von Plauen stadtentwicklungsgeschichtlich von Belang. | 09216012 |
|                                         | Mietvilla mit Teilen der Einfriedung | Hohe Straße 137 (Karte)                                                         | um 1910 (Mietvilla) | charakteristisches Gebäude der Reformarchitektur nach 1900 mit markantem, hohem Baukörper einschließlich wenigem, aber akzentuierendem Schmuck, baugeschichtlich bedeutend, zudem als Teil des Villenquartiers von Plauen stadtentwicklungsgeschichtlich von Belang. | 09212138 |
|                                         | Villa mit Einfriedung | Hohe Straße 139 (Karte)                                                         | bezeichnet 1904, 1904–1905 (Mietvilla)                                                                                               | Villa Hohe Straße 139 mit Einfriedung; charakteristisches Gebäude aus dem Anfang des 20. Jahrhunderts vor allem im Jugendstil mit Fachwerkgiebel und auffälligen Fensterformaten, baugeschichtlich bedeutend, zudem als Teil des Villenquartiers von Plauen stadtentwicklungsgeschichtlich von Belang. | 09212139 |
|                                         | Villa mit Einfriedung | Kaitzer Straße 78 (Karte)                                                       | um 1880 (Villa) | im Zusammenhang mit Erweiterung Plauens entstanden, mit ädikulaartig eingefassten Fensteröffnungen und anderen Details Zeugnis historisierender Architektur der zweiten Hälfte des 19. Jahrhunderts, stadtentwicklungsgeschichtlich und baugeschichtlich bedeutend. | 09212189 |
|                                         | Villa mit Einfriedung | Kaitzer Straße 79 (Karte)                                                       | um 1885 (Villa) | im Zusammenhang mit Erweiterung Plauens entstanden, mit ädikulaartig eingefassten Fensteröffnungen und Eckbetonungen sowie anderen Details Zeugnis historisierender Architektur der zweiten Hälfte des 19. Jahrhunderts, hier insbesondere der Neorenaissance, stadtentwicklungsgeschichtlich und baugeschichtlich bedeutend. | 09216122 |
|                                         | Mietvilla mit Einfriedung | Kaitzer Straße 80 (Karte)                                                       | um 1900 (Mietvilla) | historistischer Wohnbau des ausgehenden 19. Jahrhunderts, dominiert von gestalterisch hervorgehobenem Parterre, Gliederung durch Seitenrisalite, Teil des Villenquartiers Plauen, baugeschichtlich und stadtentwicklungsgeschichtlich bedeutend. | 09212188 |
|                                         | Villa mit Einfriedung | Kaitzer Straße 82 (Karte)                                                       | 1891 (Villa) | Teile der originalen wandfesten Ausstattung erhalten, markanter und gestalterisch anspruchsvoller Bau des Historismus, vor allem in Anlehnung an die deutsche Renaissance, dominiert von turmartigen Gebäudeteilen, auffällig die farbig abgesetzten Eckbetonungen, Teil des Villenquartiers von Plauen, baugeschichtlich, künstlerisch und stadtentwicklungsgeschichtlich bedeutend. | 09212211 |
|                                         | Mietvilla mit Einfriedung | Kaitzer Straße 84 (Karte)                                                       | um 1895 (Mietvilla) | typischer historistischer Klinker-Werkstein-Bau des ausgehenden 19. Jahrhunderts, Mittelrisalit mit kleiner Terrasse und Balkon, Teil des Villenquartiers von Plauen, baugeschichtlich und stadtentwicklungsgeschichtlich bedeutend. | 09212186 |
|                                         | Mietvilla mit Einfriedung | Kaitzer Straße 86 (Karte)                                                       | um 1900 (Mietvilla) | typischer historistischer Klinker-Werkstein-Bau des ausgehenden 19. Jahrhunderts, Mittelrisalit mit Balkon und dreieckigem Ziergiebel, seitlich hölzerne Veranda, im Landhausstil mit Anklängen an das Schweizerhaus, Teil des Villenquartiers von Plauen, baugeschichtlich und stadtentwicklungsgeschichtlich bedeutend. | 09212187 |
| Weitere Bilder                          | Mietvilla | Kaitzer Straße 95 (Karte)                                                       | um 1890 (Mietvilla) | typischer historistischer Klinker-Werkstein-Bau des ausgehenden 19. Jahrhunderts, Mittelrisalit, davor jüngerer, mittels oben abgestufter Pfeilern expressionistisch gestalteter Ladenvorbau, im Ortsteil bekannter Bäcker, und Balkon, Teil des Villenquartiers von Plauen, baugeschichtlich und stadtentwicklungsgeschichtlich bedeutend. | 09216123 |
|                                         | Mietvilla mit Einfriedung und rückwärtigem Garten | Kaitzer Straße 97 (Karte)                                                       | bezeichnet 1895 (Mietvilla), um 1930 (Villengarten/Landhausgarten)                                                                   | beeindruckender späthistoristischer Wohnbau, dominiert von Schweifgiebel und Turmanbau, vor allem in Anlehnung an die deutsche Renaissance ausgeführt, innen Teile der alten Ausstattung erhalten, rückwärtige Gartengestaltung um 1930 noch weitestgehend ursprünglich, Anwesen baugeschichtlich und künstlerisch bedeutend, zudem als Teil des Villenquartiers Plauen stadtentwicklungsgeschichtlich von Wert. | 09212185 |
|                                         | Doppelwohnhaus | Kaitzer Straße 100; 102 (Karte)                                                 | bezeichnet 1931 (Doppelwohnhaus) | Teil einer Wohnanlage der Heimstättengenossenschaft (HGS) Dresden (siehe auch Nummer 104, 104b und Plauenscher Ring 14), typischer traditioneller Bau seiner Zeit mit axial angeordneten Fensterachsen und Walmdach, die vorgezogenen Treppenhäuser mit vertikalen Fensterbändern, markante Beispiele des Kleinwohnungs- und Siedlungsbaus um 1930 insbesondere in Dresden, baugeschichtlich und stadtentwicklungsgeschichtlich bedeutend. | 09212177 |
|                                         | Villa mit Einfriedung | Kaitzer Straße 101 (Karte)                                                      | um 1900 (Villa) | markanter eingeschossiger Bau, historisierende Fassade, als Teil des Villenquartiers Plauen stadtentwicklungsgeschichtlich von Wert. | 09212184 |
|                                         | Doppelwohnhaus | Kaitzer Straße 104; 104b (Karte)                                                | bezeichnet 1931 (Doppelwohnhaus) | Teil einer Wohnanlage der Heimstättengenossenschaft (HGS) Dresden (siehe auch Nummer 100, 102 und Plauenscher Ring 14), typischer traditioneller Bau seiner Zeit mit axial angeordneten Fensterachsen und Walmdach, die vorgezogenen Treppenhäuser mit vertikalen Fensterbändern, markante Beispiele des Kleinwohnungs- und Siedlungsbaus um 1930 insbesondere in Dresden, baugeschichtlich und stadtentwicklungsgeschichtlich bedeutend. | 09212144 |
|                                         | Mietvilla mit Einfriedung, in Ecklage | Kaitzer Straße 106 (Karte)                                                      | um 1898 (Mietvilla) | charakteristischer Wohnbau des Historismus im ausgehenden 19. Jahrhundert und um 1900, dominiert von Eckturm und übergiebelten Risaliten mit Zierfachwerk, vor allem baugeschichtlich bedeutend, zudem in ortsbildprägender Lage. | 09212176 |
|                                         | Mietshaus mit Einfriedung in Ecklage und offener Bebauung | Kaitzer Straße 125 (Karte)                                                      | um 1900 (Mietshaus) | Wohnbau zwischen Historismus und Jugendstil um 1900, verändert, aber mit vielen Gestaltungselementen aus der Entstehungszeit, die Einfriedung auffällig, als Teil des Villenquartiers von Plauen stadtentwicklungsgeschichtlich von Bedeutung. | 09212175 |
|                                         | Einfriedung | Kaitzer Straße 125a; 125b (bei) (Karte)                                         | um 1900 (Einfriedung) | schmiedeeisernes Gitter, markante Umfriedung aus der Zeit um 1900, Teil des Villenquartiers von Plauen, baugeschichtlich und stadtentwicklungsgeschichtlich bedeutend. | 09216118 |
|                                         | Mietvilla mit Einfriedung | Kaitzer Straße 127 (Karte)                                                      | bezeichnet 1897 (Mietvilla) | charakteristischer Wohnbau des Historismus im ausgehenden 19. Jahrhundert, mit Eckquaderungen und Horizontalgliederung vor allem in Anlehnung an die Italienische Renaissance gestaltet, Mittelachse betont, baugeschichtlich bedeutend, zudem als Teil des Villenquartiers Plauen stadtentwicklungsgeschichtlich von Wert. | 09216124 |
|                                         | Wohnhaus mit Einfriedung in offener Bebauung | Kaitzer Straße 130 (Karte)                                                      | bezeichnet 1933 (Wohnhaus) | typisches Wohngebäude um 1930, im Sinne des damaligen Kleinwohnungs- und Siedlungsbaus, hier vor allem mit traditionellen Elementen, wie dem Mansardwalmdach und Klappläden, baugeschichtlich bedeutend. | 09216020 |
|                                         | Mietvilla mit Einfriedung | Kaitzer Straße 131 (Karte)                                                      | um 1895 (Mietvilla) | charakteristischer Wohnbau des Historismus im ausgehenden 19. Jahrhundert, belebt durch übergiebelte Risalite, seitlich Fachwerkzier, Fassaden etwas vereinfacht, dennoch baugeschichtlich bedeutend, zudem als Teil des Villenquartiers Plauen stadtentwicklungsgeschichtlich von Wert. | 09212128 |
|                                         | Mietvilla mit Einfriedung in offener Bebauung | Kaitzer Straße 151 (Karte)                                                      | um 1910 (Mietvilla) | charakteristischer Bau der Reformarchitektur um 1910 mit hohem Dach und wenigem, akzentuierendem Fassadenschmuck, baugeschichtlich bedeutend, zudem als Teil des Villenquartiers von Plauen stadtentwicklungsgeschichtlich von Wert. | 09212143 |
|                                         | Mietshaus mit Einfriedung in offener Bebauung | Kantstraße 1 (Karte)                                                            | bezeichnet 1897 (Mietshaus) | typischer Wohnbau des Historismus vor allem in Anlehnung an die Renaissance gestaltet, baugeschichtlich bedeutend. | 09212076 |
| Weitere Bilder                          | Königlich-Sächsisches Lehrerseminar; Gymnasium Dresden-Plauen                                                                                                  | Kantstraße 2 (Karte)                                                            | 1894–1896 (Gymnasium) | Schulgebäude mit angebauter Turnhalle und Treppenanlage vor dem Hauptportal; repräsentativer Komplex als Dreiflügelanlage mit zusätzlichem hofseitigem Mitteltrakt, der Flügel an der Kantstraße mit hervorgehobenem Risalit, aufwendige historisierende Fassaden, errichtet von Edmund Waldow; baugeschichtlich, landesgeschichtlich und ortsgeschichtlich sowie künstlerisch bedeutend. | 09212058 |
|                                         | Mietshaus mit Einfriedung in offener Bebauung | Kantstraße 3 (Karte)                                                            | bezeichnet 1898 (Mietshaus) | typischer Wohnbau des Historismus vor allem in Anlehnung an die Renaissance gestaltet, baugeschichtlich bedeutend. | 09216093 |
| Weitere Bilder                          | Mietshaus mit Einfriedung in Ecklage und offener Bebauung | Kantstraße 5 (Karte)                                                            | bezeichnet 1898 (Mietshaus) | typischer Wohnbau des Historismus vor allem in Anlehnung an die Renaissance gestaltet, baugeschichtlich bedeutend. | 09212077 |
| Weitere Bilder                          | Mietshaus in geschlossener Bebauung | Klingenberger Straße 2 (Karte)                                                  | um 1895 (Mietshaus) | charakteristischer Wohnbau des späten Historismus mit gestalterisch hervorgehobener Straßenfassade, als weitgehend authentisches Zeugnis der Architektur seiner Zeit baugeschichtlich bedeutend, zudem Teil einer markanten Häuserzeile im Ortsteil Plauen und somit auch stadtentwicklungsgeschichtlich von Wert. | 09216013 |
| Weitere Bilder                          | Mietshaus in geschlossener Bebauung | Klingenberger Straße 4 (Karte)                                                  | um 1895 (Mietshaus) | charakteristischer Wohnbau des späten Historismus mit gestalterisch hervorgehobener Straßenfassade, hier mit Werkstein-Klinker-Front, als weitgehend authentisches Zeugnis der Architektur seiner Zeit baugeschichtlich bedeutend, zudem Teil einer markanten Häuserzeile im Ortsteil Plauen und somit auch stadtentwicklungsgeschichtlich von Wert. | 09216014 |
|                                         | Mietshaus in halboffener Bebauung | Klingenberger Straße 7 (Karte)                                                  | um 1895 (Mietshaus) | markanter historisierender Bau der späten Gründerzeit, hier mit Klinker-Werkstein-Fassade, baugeschichtlich bedeutend und als Teil eines markanten Straßenzuges stadtentwicklungsgeschichtlich von Wert. | 09216017 |
| Weitere Bilder                          | Mietshaus in Ecklage und halboffener Bebauung | Klingenberger Straße 10 (Karte)                                                 | um 1900 (Mietshaus) | charakteristischer Wohnbau des späten Historismus mit gestalterisch hervorgehobenen Straßenfassaden, hier mit Klinker-Werkstein-Putz-Fronten, als weitgehend authentisches Zeugnis der Architektur seiner Zeit baugeschichtlich bedeutend, zudem Teil einer markanten Häuserzeile im Ortsteil Plauen und somit auch stadtentwicklungsgeschichtlich von Wert. | 09212206 |
| Weitere Bilder                          | Mietshaus in geschlossener Bebauung | Klingenberger Straße 14 (Karte)                                                 | bezeichnet 1898 (Mietshaus) | charakteristischer Wohnbau des späten Historismus mit gestalterisch hervorgehobener Straßenfassade, als weitgehend authentisches Zeugnis der Architektur seiner Zeit baugeschichtlich bedeutend, zudem Teil einer markanten Häuserzeile im Ortsteil Plauen und somit auch stadtentwicklungsgeschichtlich von Wert. | 09216015 |
| Weitere Bilder                          | Mietshaus in geschlossener Bebauung | Klingenberger Straße 16 (Karte)                                                 | um 1895 (Mietshaus) | charakteristischer Wohnbau des späten Historismus mit gestalterisch hervorgehobener Straßenfassade, als weitgehend authentisches Zeugnis der Architektur seiner Zeit baugeschichtlich bedeutend, zudem Teil einer markanten Häuserzeile im Ortsteil Plauen und somit auch stadtentwicklungsgeschichtlich von Wert. | 09216016 |
| Weitere Bilder                          | Mietshaus in Ecklage und halboffener Bebauung | Klingenberger Straße 19 (Karte)                                                 | um 1900 (Mietshaus) | charakteristischer Wohnbau des späten Historismus mit gestalterisch hervorgehobener Straßenfassade, als weitgehend authentisches Zeugnis der Architektur seiner Zeit baugeschichtlich bedeutend. | 09216018 |
|                                         | Mehrfamilienhäuser einer Wohnanlage | Klingenberger Straße 20; 22; 24; 26; 28 (Karte)                                 | um 1925 Mehrfamilienwohnhaus | typische Wohngebäude um 1930, im Sinne des damaligen Kleinwohnungs- und Siedlungsbaus, verbinden traditionelle Elemente, wie Satteldächer- sowie ein Walmdach und Lochfassade, mit modernen und expressionistischen Gestaltungsformen, hier steinsichtigen Sockeln und Treppenhausvorlagen aus Klinker, letztere von vielgestaltigem Zierrat belebt, baugeschichtlich bedeutend. (Das Haus Nr. 24 war zerstört und wurde entsprechend den Häusern Nr. 22 und 26 wieder aufgebaut.) | 09212099 |
|                                         | Mietshaus in geschlossener Bebauung | Klingenberger Straße 23 (Karte)                                                 | um 1895 (Mietshaus) | charakteristischer Wohnbau des Historismus mit gestalterisch hervorgehobener Straßenfassade, als weitgehend authentisches Zeugnis der Architektur seiner Zeit baugeschichtlich bedeutend, eher selten die Verwendung von Formen des Tudorstils, hier der abgewinkelten profilierten Leisten (Aufkröpfungen) über den Fenstern in den Obergeschossen, zudem Teil einer markanten Häuserzeile im Ortsteil Plauen und somit auch stadtentwicklungsgeschichtlich von Wert. | 09212100 |
|                                         | Mietshaus in geschlossener Bebauung | Klingenberger Straße 25 (Karte)                                                 | um 1898 (Mietshaus) | charakteristischer Wohnbau des Historismus mit gestalterisch hervorgehobener Straßenfassade, als weitgehend authentisches Zeugnis der Architektur seiner Zeit baugeschichtlich bedeutend, mit Schweifgiebel über dem Risalit in Anlehnung an die deutsche Renaissance gestaltet, zudem Teil einer markanten Häuserzeile im Ortsteil Plauen und somit auch stadtentwicklungsgeschichtlich von Wert. | 09212102 |
| Weitere Bilder                          | Auferstehungskirche, Kirchhof und Innerer Plauenscher Friedhof: Friedhofsgestaltung, Leichenhaus, denkmalwerte Grabstätten (Einzeldenkmale zu ID-Nr. 09306681) | Krausestraße - (Karte)                                                          | 1853 (Leichenhalle), 1903–1903, Einfriedungsmauer und Ziergitterzaun (Einfriedung)                                                   | Einzeldenkmale der Sachgesamtheit Auferstehungskirche, Kirchhof und Innerer Plauenscher Friedhof: Friedhofsgestaltung, Leichenhaus, denkmalwerten Grabstätten, Kriegerdenkmal Erster Weltkrieg in Form eines Findlings, Ehrenanlage für Opfer von Weltkriegen und Gewaltherrschaft, Wandbrunnen, Einfriedungsmauer und Ziergitterzaun einschl. Toranlagen und Eckturm; gesamte Anlage gartenkünstlerisch, baugeschichtlich, personengeschichtlich und ortsgeschichtlich bedeutend. | 09300416 |
|                                         | Mietshaus mit Einfriedung in offener Bebauung | Krausestraße 3 (Karte)                                                          | um 1895 (Mietshaus) | seltener eingeschossiger Bau des Historismus, zeittypische Fassadengestaltung, vor allem in Anlehnung an die Renaissance gestaltet, baugeschichtlich bedeutend. | 09212079 |
|                                         | Wohnhaus mit Einfriedung in offener Bebauung | Leibnizstraße 5 (Karte)                                                         | um 1930 (Wohnhaus) | traditioneller Bau mit Mansarddach, um 1930, auffällig die Figur an der Ecke, baugeschichtlich bedeutend. | 09216011 |
| Weitere Bilder                          | Gartenheimsiedlung Plauen: Doppelwohnhaus (Einzeldenkmal zu ID-Nr. 09306702)                                                                                   | Leibnizstraße 8; 10 (Karte)                                                     | 1927–1928 (Doppelwohnhaus) | Einzeldenkmal der Sachgesamtheit Gartenheimsiedlung Plauen: Doppelwohnhaus; Teil einer kleinen Siedlung, baugeschichtlich und stadtentwicklungsgeschichtlich bedeutend. | 09216130 |
| Weitere Bilder                          | Gartenheimsiedlung Plauen: Wohnhaus (Einzeldenkmal zu ID-Nr. 09306702)                                                                                         | Leibnizstraße 12 (Karte)                                                        | 1927–1928 Mehrfamilienwohnhaus | Einzeldenkmal der Sachgesamtheit Gartenheimsiedlung Plauen: Wohnhaus; Teil einer kleinen Siedlung, baugeschichtlich und stadtentwicklungsgeschichtlich bedeutend. | 09216128 |
| Weitere Bilder                          | Gartenheimsiedlung Plauen: Wohnhaus (Einzeldenkmal zu ID-Nr. 09306702)                                                                                         | Leibnizstraße 14 (Karte)                                                        | 1927 Mehrfamilienwohnhaus | Einzeldenkmal der Sachgesamtheit Gartenheimsiedlung Plauen: Wohnhaus; Teil einer kleinen Siedlung, baugeschichtlich und stadtentwicklungsgeschichtlich bedeutend. | 09216129 |
|                                         | Mietshaus in geschlossener Bebauung | Müllerbrunnenstraße 1 (Karte)                                                   | um 1895 (Mietshaus) | Teil eines zusammenhängenden und weitgehend authentisch erhaltenen Straßenzuges der späten Gründerzeit im Zentrum von Plauen, baugeschichtlich und stadtentwicklungsgeschichtlich bedeutend. | 09216094 |
|                                         | Mietshaus in geschlossener Bebauung | Müllerbrunnenstraße 2 (Karte)                                                   | um 1900 (Mietshaus) | Teil eines zusammenhängenden und weitgehend authentisch erhaltenen Quartiers der späten Gründerzeit im Zentrum von Plauen, baugeschichtlich und städtebaulich bedeutend. | 09216097 |
|                                         | Mietshaus in geschlossener Bebauung | Müllerbrunnenstraße 3 (Karte)                                                   | um 1895 (Mietshaus) | Teil eines zusammenhängenden und weitgehend authentisch erhaltenen Straßenzuges der späten Gründerzeit im Zentrum von Plauen, baugeschichtlich und stadtentwicklungsgeschichtlich bedeutend. | 09216095 |
|                                         | Mietshaus in geschlossener Bebauung | Müllerbrunnenstraße 4 (Karte)                                                   | bezeichnet 1915 (Mietshaus) | Teil eines zusammenhängenden und weitgehend authentisch erhaltenen Quartiers der späten Gründerzeit im Zentrum von Plauen, baugeschichtlich und städtebaulich bedeutend. | 09216098 |
|                                         | Mietshaus in geschlossener Bebauung | Müllerbrunnenstraße 5 (Karte)                                                   | um 1895 (Mietshaus) | Teil eines zusammenhängenden und weitgehend authentisch erhaltenen Straßenzuges der späten Gründerzeit im Zentrum von Plauen, baugeschichtlich und stadtentwicklungsgeschichtlich bedeutend. | 09216096 |
|                                         | Mietshaus in geschlossener Bebauung | Müllerbrunnenstraße 6 (Karte)                                                   | um 1900 (Mietshaus) | Teil eines zusammenhängenden und weitgehend authentisch erhaltenen Quartiers der späten Gründerzeit im Zentrum von Plauen, baugeschichtlich und städtebaulich bedeutend. | 09216143 |
|                                         | Mietshaus in geschlossener Bebauung | Müllerbrunnenstraße 8 (Karte)                                                   | um 1900 (Mietshaus) | Teil eines zusammenhängenden und weitgehend authentisch erhaltenen Quartiers der späten Gründerzeit im Zentrum von Plauen, baugeschichtlich und städtebaulich bedeutend. | 09216144 |
|                                         | Wohnanlage mit Einfriedung und Remise (hinter Nr. 36) | Münchner Straße 32; 34; 36 (Karte)                                              | um 1910 (Wohnhaus) | klassisches und eindrucksvolles Beispiel der versachlichten Reformarchitektur nach 1900, trotz des repräsentativen Erscheinungsbildes der Bauschmuck im Vergleich zur Opulenz historistischer Bauten spürbar reduziert und zumeist akzentuierend eingesetzt, Anlage dominiert von hohen Giebeln, Erkern und dem wuchtigen Rustica-Sockel, mit Gestaltungselementen des späten, geometrischen Jugendstils, baugeschichtlich und künstlerisch bedeutend. | 09212210 |
|                                         | Wohnhauszeile | Münchner Straße 40; 42; 44; 46 (Karte)                                          | bezeichnet 1928 Mehrfamilienwohnhaus                                                                                                 | mit Kopfbau und Flügel zur Würzburger Straße (Nummer 64 und 66), Teil einer Wohnanlage der Eisenbahnerbaugenossenschaft (siehe auch Nummer 48-60 und Würzburger Straße 64, 66), typischer Wohnblock um 1930, im Sinne des damaligen Kleinwohnungs- und Siedlungsbaus, verbindet traditionelle Elemente, wie Walmdächer und Lochfassaden, mit modernen und expressionistischen Gestaltungsformen, hier Formen des art decó an Fenstern und Türen, baugeschichtlich bedeutend. | 09212161 |
|                                         | Wohnhauszeile | Münchner Straße 48; 50; 52; 54 (Karte)                                          | vor 1929 Mehrfamilienwohnhaus | Teil einer Wohnanlage der Eisenbahnerbaugenossenschaft (siehe auch Nummer 40-46, 56-60 und Würzburger Straße 64, 66), typischer Wohnblock um 1930, im Sinne des damaligen Kleinwohnungs- und Siedlungsbaus, verbindet traditionelle Elemente, wie Walmdächer, Lochfassaden und Klappläden, mit modernen und expressionistischen Gestaltungsformen, hier Formen des art decó an Fenstern und Türen, baugeschichtlich bedeutend. | 09216134 |
|                                         | Wohnhauszeile | Münchner Straße 56; 58; 60 (Karte)                                              | vor 1929 Mehrfamilienwohnhaus | Teil einer Wohnanlage der Eisenbahnerbaugenossenschaft (siehe auch Nummer 40-54 und Würzburger Straße 64, 66), typischer Wohnblock um 1930, im Sinne des damaligen Kleinwohnungs- und Siedlungsbaus, verbindet traditionelle Elemente, wie Walmdächer, Lochfassaden und Klappläden, mit modernen und expressionistischen Gestaltungsformen, hier Formen des art decó an Fenstern und Türen, baugeschichtlich bedeutend. | 09216135 |
| Weitere Bilder                          | Rathaus, mit Nebengebäude und Figur des Hl. Georg an der Fassade                                                                                               | Nöthnitzer Straße 2 (Karte)                                                     | 1893–1894 (Rathaus), 1893–1894 (Nischenfigur)                                                                                        | repräsentativ, mit Schweifgiebeln, großem Eckturm und Erkern, im Stil der Deutschen Renaissance erbaut, innen Ausmalung teilweise erhalten, als exemplarisches Beispiel der historisierenden Architektur im ausgehenden 19. Jahrhundert baugeschichtlich bedeutend, zudem künstlerisch und ortshistorisch von Belang, jetzt Stadtbezirksamt, Neorenaissance-Bau von William Lossow und Hermann Viehweger. | 09212059 |
|                                         | Mosaiksteinpflaster (u. a. Stern) | Nöthnitzer Straße 2 (bei) (Karte)                                               | Ende 19. Jh. (Pflaster) | Pflasterung aus verschiedenfarbigen Steinen (Dresdner Seifensteine), künstlerisch bedeutend, zudem mit Seltenheitswert | 09217732 |
| Weitere Bilder                          | Denkmal | Nöthnitzer Straße 2 (bei) (Karte)                                               | bezeichnet 1902 (Denkmal) | Anlage aus Stele mit Büste, Freifläche und Einfassung, erinnert an Gottlieb Traugott Bienert, den bedeutendsten Plauener Unternehmer und Mäzen, in Jugendstil-Formen, künstlerisch, ortsgeschichtlich und personengeschichtlich bedeutsam. | 09306701 |
| Weitere Bilder                          | Stiftsgebäude mit Einfriedung | Nöthnitzer Straße 4 (Karte)                                                     | 1883 (Jugendheim/Kinderheim) | markanter, zweigeschossiger Bau, als Kinderbewahranstalt der Heger-Bienert-Stiftung errichtet, heute städtischer Kindergarten, Stiftung des bedeutendsten Plauener Mäzens Gottlieb Traugott Bienert, gemeinsam mit der Witwe des Tongrubenbesitzers Heger, zudem gestalterisch bemerkenswerterhistoristischer Bau im Rundbogenstil, ortsgeschichtlich, personengeschichtlich, baugeschichtlich und künstlerisch bedeutend. | 09212056 |
| Weitere Bilder                          | Plauener Schule | Nöthnitzer Straße 6 (Karte)                                                     | 1884 (Schule) | Schulgebäude; neobarockes Gebäude, langgestreckter Bau mit hervorgehobenem Mittelrisalit, Gedenktafel an Bernhard Adolph Hantzsch (1875–1911), Lehrer an dieser Schule und Eskimoforscher (z. Z. im Archiv der Schule), gehört zu den gestalterisch beeindruckendsten Bildungsbauten seiner Zeit in Dresden, zudem formale Bezug zur lokal wichtigen Semper-Nicolai-Schule, war prägend um 1875, gestalterisch anspruchsvoll, baugeschichtlich und ortsgeschichtlichen sowie künstlerischen bedeutend, jetzt 55. Oberschule „Gottlieb Traugott Bienert“. | 09212060 |
| Weitere Bilder                          | Mietshaus in Ecklage und offener Bebauung | Nöthnitzer Straße 16 (Karte)                                                    | um 1895 (Mietshaus) | markanter historistischer Wohnbau des ausgehenden 19. Jahrhunderts, Klinker-Werkstein-Fassade, reicher Fassadenschmuck, Teil des Villenquartiers Plauen, baugeschichtlich und stadtentwicklungsgeschichtlich bedeutend. | 09216099 |
| Weitere Bilder                          | Mietvilla | Nöthnitzer Straße 22 (Karte)                                                    | 1889 (Mietvilla) | markanter historistischer Wohnbau des ausgehenden 19. Jahrhunderts, bestimmt von gestalterisch hervorgehobenem Seitenrisalit mit Dachspitze, Fassadenschmuck etwas reduziert, baugeschichtlich bedeutend, zudem als Teil des Villenquartiers Plauen stadtentwicklungsgeschichtlich von Wert. | 09210360 |
|                                         | Doppelmietshaus in Ecklage und halboffener Bebauung mit Einfriedung (Bienertstraße 50 und Nöthnitzer Straße 23)                                                | Nöthnitzer Straße 23 (Karte)                                                    | um 1900 (Mietshaus) | Lokal im Erdgeschoss zur Nöthnitzer Straße, typischer Wohnbau der Spätphase des Historismus, Eklektizismus genannt, der sich an mehreren Stilvorbildern orientiert, mit Klinker-Putz-Fassaden und zahlreichen Schmuck- sowie Gliederungselementen, baugeschichtlich bedeutend, zudem als Teil des Villenquartiers von Plauen stadtentwicklungsgeschichtlich von Belang. | 09216137 |
|                                         | Mietshaus in Ecklage und offener Bebauung | Nöthnitzer Straße 28 (Karte)                                                    | um 1895 (Mietshaus) | markanter historistischer Wohnbau des ausgehenden 19. Jahrhunderts oder um 1900, bestimmt von gestalterisch hervorgehobenem Eckerker mit Zwiebelhaube und reichem Dekor, auch an den Seitenwänden Schmuck- und Gliederungselemente, eklektizistisch, in Anlehnung an verschiedene Stilvorbilder gestaltet, baugeschichtlich bedeutend, zudem als Teil des Villenquartiers Plauen stadtentwicklungsgeschichtlich von Wert. | 09212158 |
|                                         | Wohnanlage mit Vorgärten und Teilen der Einfriedung | Nöthnitzer Straße 30; 32; 34 (Karte)                                            | um 1900 Mehrfamilienwohnhaus | markante historistische Wohnbauten des ausgehenden 19. Jahrhunderts oder um 1900, bestimmt von gestalterisch hervorgehobenem, übergiebeltem Erker in der Mitte, mit Erker und Schweifgiebel sowie seinem Dekor vor allem in Anlehnung an die deutsche Renaissance gestaltet, baugeschichtlich und künstlerisch bedeutend, zudem als Teil des Villenquartiers Plauen stadtentwicklungsgeschichtlich von Wert. | 09212157 |
|                                         | Wohnhaus in Ecklage und offener Bebauung | Nöthnitzer Straße 36 (Karte)                                                    | um 1925 (Wohnhaus) | typisches Wohngebäude um 1930, im Sinne des damaligen Kleinwohnungs- und Siedlungsbaus, verbindet traditionelle Elemente, wie das Mansarddach, mit modernen und expressionistischen Gestaltungsformen, hier insbesondere dem »gotisierenden« Stufengiebel, baugeschichtlich bedeutend, zudem als Teil des Villenquartiers Plauen stadtentwicklungsgeschichtlich von Wert. | 09212156 |
|                                         | Mietvilla mit Einfriedung | Pestitzer Straße 8 (Karte)                                                      | um 1900 (Mietvilla) | zurückhaltender, aber gestalterisch anspruchsvoller Jugendstilbau, Belebung vor allem durch stiltypische Fensterrahmen und Balkongestaltungen mit floralen Formen und Köpfen, Teil des Villenviertels Plauen, baugeschichtlich und stadtentwicklungsgeschichtlich bedeutend. | 09212064 |
|                                         | Mietshaus in Ecklage und offener Bebauung | Pestitzer Straße 12 (Karte)                                                     | um 1900 (Mietshaus) | markanter historistischer Wohnbau des ausgehenden 19. Jahrhunderts oder um 1900, bestimmt von zwei Risaliten mit Schweifgiebeln und turmartiger Ecke einschließlich spitz zulaufender Haube, mit diesen sowie seinem Dekor vor allem in Anlehnung an die deutsche Renaissance gestaltet, baugeschichtlich bedeutend, zudem als Teil des Villenquartiers Plauen stadtentwicklungsgeschichtlich von Wert. | 09212063 |
|                                         | Mietvilla mit Einfriedung | Pestitzer Straße 14 (Karte)                                                     | um 1890 (Mietvilla) | markanter historisierender, von einem Mittelrisalit gegliederter Bau mit aufwendiger Fassadengestaltung, baugeschichtlich bedeutend zudem als Teil des Villenvorortes Plauen stadtentwicklungsgeschichtlich von Wert. | 09216021 |
|                                         | Wohnhaus | Plauenscher Ring 14 (Karte)                                                     | bezeichnet 1931 Mehrfamilienwohnhaus                                                                                                 | andere Hälfte im letzten Krieg zerstört, Teil einer Wohnanlage der Heimstättengenossenschaft (HGS) Dresden (siehe auch Kaitzer Straße 100-104b), typischer traditioneller Bau seiner Zeit mit axial angeordneten Fensterachsen und Walmdach, vorgezogenes Treppenhaus, trotz Wiederaufbau nach 1945 markante Beispiele des Kleinwohnungs- und Siedlungsbaus um 1930 insbesondere in Dresden, baugeschichtlich und stadtentwicklungsgeschichtlich bedeutend. | 09216133 |
| Weitere Bilder                          | Mietshaus in Ecklage und offener Bebauung | Plauenscher Ring 16 (Karte)                                                     | Ende 19. Jh. (Mietshaus) | historistischer Wohnbau um 1900, wichtig für das Ortsbild, Teil des Villenquartiers Plauen, baugeschichtlich und stadtentwicklungsgeschichtlich bedeutend. | 09212178 |
|                                         | Mietvilla | Plauenscher Ring 22 (Karte)                                                     | um 1895 (Mietvilla) | historistischer Wohnbau des ausgehenden 19. Jahrhunderts, mit symmetrischer Gestaltung, horizontaler Ausrichtung und Ädikula-Fenstereinfassungen Beispiel eines vor allem im Sinne der Neorenaissance gestalteten Gebäudes, Klinker-Werkstein-Fassade, auffälliger Fassadenschmuck, Teil des Villenquartiers Plauen, baugeschichtlich und stadtentwicklungsgeschichtlich bedeutend. | 09212179 |
|                                         | Mietvilla | Plauenscher Ring 24 (Karte)                                                     | um 1895 (Mietvilla) | historistischer Wohnbau des ausgehenden 19. Jahrhunderts, mit symmetrischer Gestaltung, horizontaler Ausrichtung und Ädikula-Fenstereinfassungen Beispiel eines vor allem im Sinne der Neorenaissance gestalteten Gebäudes, Klinker-Werkstein-Fassade, auffälliger Fassadenschmuck, Dachaufbau ganz sicher jüngere Zutat, Teil des Villenquartiers Plauen, baugeschichtlich und stadtentwicklungsgeschichtlich bedeutend. | 09212180 |
|                                         | Villa | Plauenscher Ring 29 (Karte)                                                     | bezeichnet 1903 (Villa) | historistischer Wohnbau aus dem Anfang des 20. Jahrhunderts, Belebung durch Zierfachwerk und markante Fenstereinfassungen, u. a. mit Vorhangbögen, Eingang hervorgehoben, architektonisches Zeugnis seiner Zeit, Teil des Villenquartiers Plauen, baugeschichtlich und stadtentwicklungsgeschichtlich bedeutend. | 09216100 |
|                                         | Mietshaus mit Einfriedung in Ecklage und offener Bebauung | Plauenscher Ring 31 (Karte)                                                     | 1904–1905 (Mietshaus) | im Erdgeschoss Laden, historistischer Wohnbau aus dem Anfang des 20. Jahrhunderts, belebt von Fachwerkzier und Stufengiebeln, wichtig für das Ortsbild, Teil des Villenquartiers Plauen, baugeschichtlich und stadtentwicklungsgeschichtlich bedeutend. | 09212164 |
|                                         | Auferstehungskirche, Kirchgemeindehaus der Auferstehungskirche (Einzeldenkmale zu ID-Nr. 09306681)                                                             | Reckestraße 6 (Karte)                                                           | 1911–1912 (Gemeindehaus) | Gemeindehaus mit Ausstattung; repräsentatives Gebäude über L-förmigem Grundriss, baugeschichtlich und ortsgeschichtlich bedeutend. Ein Jugendstilbau von Max Wrba mit Reliefschmuck von Oskar Döll. | 09212085 |
| Weitere Bilder                          | Volksschule Plauen; 39. Bezirksschule; Oberschule Fritz Schulze; 39. Grundschule                                                                               | Schleiermacherstraße 8 (Karte)                                                  | 1898 (Schule) | Schulgebäude mit Einfriedung; Haus A der aus drei Gebäuden bestehenden Anlage, dreigeschossiger historisierender Bau mit betonter Eingangsachse, innen weitgehend original erhaltenes Treppenhaus, baugeschichtlich und ortsgeschichtlich bedeutend. | 09212078 |
|                                         | Doppelwohnhaus mit Einfriedung in offener Bebauung | Schopenhauerstraße 1; 3 (Karte)                                                 | 1932 (Doppelwohnhaus) | typisches Wohngebäude um 1930, im Sinne des damaligen Kleinwohnungs- und Siedlungsbaus, aber großzügiger, verbindet traditionelle Elemente, wie das Walmdach, mit modernen und expressionistischen Gestaltungsformen, hier vorkragender Kubus mit Fensterbändern und dreieckige Fenster sowie Klinkerecken und -rahmungen, baugeschichtlich bedeutend. | 09212134 |
|                                         | Doppelwohnhaus mit Einfriedung in offener Bebauung | Schopenhauerstraße 4; 4b (Karte)                                                | 1931 (Doppelwohnhaus) | typisches Wohngebäude um 1930, im Sinne des damaligen Kleinwohnungs- und Siedlungsbaus, aber großzügiger, verbindet traditionelle Elemente, wie das Walmdach, mit expressionistischen Gestaltungsformen, hier dreieckige Fenster sowie Klinkerecken und Klinkerrahmungen, baugeschichtlich bedeutend. | 09212135 |
|                                         | Mietvilla mit Einfriedung | Schopenhauerstraße 5 (Karte)                                                    | nach 1900 (Mietvilla) | repräsentativer Villenbau der Architektur um 1900 zwischen Historismus und Jugendstil, Putzfassade geprägt von Zierfachwerk an den Giebeln, Schmuck bestehend aus Fächerrosetten, Feldern mit floraler Ornamentik und anderen Elementen, gestalterisch auffällig, baugeschichtlich und künstlerisch bedeutend, zudem als Teil des Villenquartiers Plauen stadtentwicklungsgeschichtlich von Wert. | 09212124 |
|                                         | Doppelwohnhaus mit Einfriedung in offener Bebauung | Schopenhauerstraße 6; 8 (Karte)                                                 | 1931 (Doppelwohnhaus) | typisches Wohngebäude um 1930, im Sinne des damaligen Kleinwohnungs- und Siedlungsbaus, aber großzügiger, verbindet traditionelle Elemente, wie das Walmdach, mit expressionistischen Gestaltungsformen, hier dreieckige Fenster sowie Klinkerecken und Klinkerrahmungen, baugeschichtlich bedeutend. | 09212136 |
|                                         | Einfamilienhaus mit Einfriedung | Schopenhauerstraße 12 (Karte)                                                   | | Einfamilienhaus mit Einfriedung, als sachlicher Rechteckbau mit Walmdach, Klappläden und wenigen, zumeist akzentuierenden Schmuckelementen charakteristisches, traditionelles Wohngebäude um 1925, Teil des Villenquartiers Plauen, baugeschichtlich und stadtentwicklungsgeschichtlich bedeutend. | 09212126 |
|                                         | Mietshaus in offener Bebauung | Tharandter Straße 55 (Karte)                                                    | bez. 1903 (Mietshaus) | Mietshaus in offener Bebauung; Gebäude von 1903 mit Putzfassade, historisierender Natursteingliederung und Jugendstilelementen, baugeschichtlich und stadtentwicklungsgeschichtlich von Bedeutung. | 09212118 |
|                                         | Mietshaus in Ecklage und halboffener Bebauung | Tharandter Straße 67 (Karte)                                                    | um 1900 (Mietshaus) | Mietshaus in Ecklage und halboffener Bebauung; zeittypischer Bau um 1900 mit Putzfassade und Natursteingliederung, geprägt von abgerundeter Ecke und Erker, straßenbildprägend und baugeschichtlich von Bedeutung. | 09212121 |
|                                         | Mietshausgruppe in Kopflage, offener Bebauung und mit Einfriedung                                                                                              | Tharandter Straße 77; 79 (Karte)                                                | um 1900 (Mietshaus) | Mietshausgruppe (Agnes-Smedley-Straße 11 und Tharandter Straße 77/79) in Kopflage, offener Bebauung und mit Einfriedung; repräsentative Putzbauten, geprägt von abgerundeten Ecken mit Turmabschlüssen und variierenden Giebeln, Späthistorismus, baugeschichtlich und stadtentwicklungsgeschichtlich von Bedeutung. | 09216126 |
| Weitere Bilder                          | Hegereiterbrücke | Tharandter Straße 99 (bei) (Karte)                                              | 1779–1782 (Straßenbrücke) | Straßenbrücke über die Weißeritz; Dreibogenbrücke aus Sandstein eine der ältesten der größeren Dresdner Brücken, nahezu bauzeitlich erhaltenes Beispiel spätbarocker Brückenbaukunst und damit singulär, baugeschichtlich, künstlerisch und stadtentwicklungsgeschichtlich bedeutend. | 09210561 |
|                                         | Aussichtsplateau „Liepschs Ruh“ | Westendring - (Karte)                                                           | 1936 (Aussichtsplatz) | Aussichtsplateau bzw. Belvedere; massiver Bau über annähernd rundem Grundriss mit Plateau und seitlichem Treppenaufgang, als Beginn eines Promenadenweges errichtet, dokumentiert einen Teil des Baugeschehens der 1930er Jahre, möglicherweise typische Arbeitsbeschaffungsmaßnahme jener Zeit (vgl. mit der zeitgleich durchgeführten Elbufergestaltung), baugeschichtlich und ortsgeschichtlich bedeutend. | 09210372 |
|                                         | Mietvilla mit Einfriedung | Westendstraße 10 (Karte)                                                        | um 1900 (Mietvilla) | charakteristischer Wohnbau des späten Historismus mit gestalterisch hervorgehobener Straßenfassade, hier mit Werkstein-Klinker-Front, dominiert von Mittelrisalit mit spitzem Zeltdach, als weitgehend authentisches Zeugnis der Architektur seiner Zeit baugeschichtlich bedeutend, wegen seiner Zugehörigkeit zum Villenvorort Plauen auch stadtentwicklungsgeschichtlich von Wert. | 09212155 |
|                                         | Mietvilla mit Einfriedung | Westendstraße 14 (Karte)                                                        | um 1890 (Mietvilla) | charakteristischer Wohnbau des späten Historismus mit gestalterisch hervorgehobener Straßenfassade, dominiert von seitlicher Veranda, als weitgehend authentisches Zeugnis der Architektur seiner Zeit baugeschichtlich bedeutend, wegen seiner Zugehörigkeit zum Villenvorort Plauen auch stadtentwicklungsgeschichtlich von Wert. | 09216103 |
|                                         | Mietvilla mit Einfriedung | Westendstraße 16 (Karte)                                                        | 1895 (Mietvilla) | charakteristischer Wohnbau des späten Historismus mit gestalterisch hervorgehobener Straßenfassade, bestimmt von Mittelrisalit, axial und symmetrisch, als weitgehend authentisches Zeugnis der Architektur seiner Zeit baugeschichtlich bedeutend, wegen seiner Zugehörigkeit zum Villenvorort Plauen auch stadtentwicklungsgeschichtlich von Wert. | 09216101 |
|                                         | Mietvilla mit Einfriedung | Westendstraße 17 (Karte)                                                        | bezeichnet 1897–1898 (Mietvilla) | charakteristischer Wohnbau des späten Historismus mit gestalterisch hervorgehobener Straßenfassade, bestimmt von mittigem offenem Vorbau, axial und symmetrisch, als weitgehend authentisches Zeugnis der Architektur seiner Zeit baugeschichtlich bedeutend, wegen seiner Zugehörigkeit zum Villenvorort Plauen auch stadtentwicklungsgeschichtlich von Wert. | 09216102 |
|                                         | Mietvilla mit Einfriedung | Westendstraße 18 (Karte)                                                        | um 1900 (Mietvilla) | charakteristischer Wohnbau des späten Historismus, mit seinen hohen Giebeln und dem Eckturm vor allem in Anlehnung an die deutsche Renaissance gestaltet, dabei etwas vereinfacht, dennoch authentisches Zeugnis der Architektur seiner Zeit baugeschichtlich bedeutend, wegen seiner Zugehörigkeit zum Villenvorort Plauen auch stadtentwicklungsgeschichtlich von Wert. | 09216142 |
|                                         | Mietvilla mit Teilen der Einfriedung | Westendstraße 20 (Karte)                                                        | um 1895 (Mietvilla) | charakteristischer Wohnbau des späten Historismus mit gestalterisch hervorgehobener Straßenfassade, bestimmt von Mittelrisalit mit »Renaissance-Schweifgiebel«, axial und symmetrisch, als weitgehend authentisches Zeugnis der Architektur seiner Zeit baugeschichtlich bedeutend, wegen seiner Zugehörigkeit zum Villenvorort Plauen auch stadtentwicklungsgeschichtlich von Wert. | 09216141 |
|                                         | Villa mit Garage und Einfriedung in Ecklage | Westendstraße 21 (Karte)                                                        | bezeichnet 1904 (Villa), 1904 (Einfriedung), 1904 (Garage)                                                                           | Villa mit Garage und Einfriedung in Ecklage; stilreinste Jugendstilvilla Dresdens, erbaut von den Gebrüdern Fichtner (Conrad Albert O. Fichtner und Ferdinand William) für den Rechtsanwalt Dr. jur. R. Baum; gestalterisch bemerkenswert, baugeschichtlich und künstlerisch bedeutend, mit Seltenheitswert. | 09212152 |
|                                         | Mietshaus mit Einfriedung in Ecklage und offener Bebauung | Westendstraße 22 (Karte)                                                        | um 1898 (Mietshaus) | markanter historistischer Wohnbau des ausgehenden 19. Jahrhunderts, Klinker-Werkstein-Fassade, reicher Fassadenschmuck, Teil des Villenquartiers Plauen, baugeschichtlich und stadtentwicklungsgeschichtlich bedeutend. | 09212183 |
|                                         | Villa mit Einfriedung | Westendstraße 23 (Karte)                                                        | um 1905 (Villa) | charakteristisches Beispiel für die Reformarchitektur Anfang des 20. Jahrhunderts mit beinahe schmuckloser, aber anspruchsvoller Gestaltung, die allein durch Kubatur (Form der Gebäudehülle), Gliederungen, Sprossenfenster, Weinspalier und wenigen, akzentuierenden Schmuck wirkt, baugeschichtlich und wohl auch künstlerisch bedeutend, wegen seiner Zugehörigkeit zum Villenvorort Plauen stadtentwicklungsgeschichtlich von Wert. | 09212182 |
|                                         | Villa mit Gartenpavillon, Garage, kleinem Torbogen und Teilen der Einfriedung                                                                                  | Westendstraße 25 (Karte)                                                        | um 1910 (Villa) | charakteristisches Beispiel für die Reformarchitektur Anfang des 20. Jahrhunderts mit beinahe schmuckloser, aber anspruchsvoller Gestaltung, die allein durch Kubatur (Form der Gebäudehülle), Gliederungen, Sprossenfenster und wenigen, akzentuierenden Schmuck wirkt, baugeschichtlich und wohl auch künstlerisch bedeutend, wegen seiner Zugehörigkeit zum Villenvorort Plauen stadtentwicklungsgeschichtlich von Wert. | 09212133 |
|                                         | Mietshaus mit Resten der Einfriedung in Ecklage und offener Bebauung                                                                                           | Westendstraße 26 (Karte)                                                        | um 1900 (Mietshaus) | charakteristischer Wohnbau des späten Historismus mit gestalterisch hervorgehobenen Straßenfassaden, als weitgehend authentisches Zeugnis der Architektur seiner Zeit baugeschichtlich bedeutend, zudem als Teil des Villenquartiers Plauen stadtentwicklungsgeschichtlich von Wert. | 09216104 |
|                                         | Einfamilienhaus mit Einfriedung | Westendstraße 27 (Karte)                                                        | 1926 (Einfamilienwohnhaus) | markantes Holzhaus mit hohem Giebel, belebt von Sprossenfenstern und Klappläden, für die Zeit typisches Fertigteilhaus für höhere Ansprüche, von der Firma Christoph & Unmack, baugeschichtlich bedeutend, zudem als Teil des Villenquartiers Plauen stadtentwicklungsgeschichtlich von Wert. | 09212132 |
|                                         | Mietshaus in Ecklage und offener Bebauung | Würzburger Straße 2 (Karte)                                                     | um 1900 (Mietshaus) | Mietshaus in Ecklage und offener Bebauung; zeittypischer Bau um 1900 mit Putzfassade, historisierenden Elementen und Jugendstilanklängen, baugeschichtlich von Bedeutung. | 09216043 |
| Weitere Bilder                          | Schlosserei Bing | Würzburger Straße 5 (Karte)                                                     | 1897–1910 (Schlosserei) | Werkstattgebäude mit Ausstattung; schlichtes, verputztes Gebäude mit zweckmäßiger Ausführung und Schornstein, baugeschichtlich und ortsgeschichtlich bedeutend. | 09216042 |
|                                         | Dresdner Milchwerke (ehem.) | Würzburger Straße 9 (Karte)                                                     | bez. 1909 (Milchwerk) | Fabrikations- und Verwaltungsgebäude mit Einfriedung; Molkerei der Dresdner Milchversorgungs-Anstalt – Altstädter Dampfmolkerei eGmbH; eine der modernsten Molkerei-Anlagen ihrer Zeit; repräsentativer Putzbau im Reformstil; baugeschichtlich und ortsgeschichtlich sowie versorgungsgeschichtlich von Bedeutung. Architekt: Carl Schümichen (1863–1933). | 09216041 |
|                                         | Fabrikgebäude (vorderer Teil) | Würzburger Straße 14 (Karte)                                                    | 1915/1920 (Fabrikgebäude) | typisch für Industriearchitektur um 1910, baugeschichtlich und ortsgeschichtlich bedeutend. Ehem. Fabrikgebäude Schwerter-Haus der Schokoladenfabrik Riedel & Engelmann. | 09216040 |
|                                         | Mietshaus in Ecklage und halboffener Bebauung | Würzburger Straße 18 (Karte)                                                    | um 1900 (Mietshaus) | Laden im Erdgeschoss, charakteristischer, repräsentativer Wohnbau des späten Historismus mit gestalterisch auffälligen Straßenfassaden, erhöhte Ecke hervorgehoben, als weitgehend authentisches Zeugnis der Architektur seiner Zeit baugeschichtlich bedeutend, zudem Teil einer markanten Häuserzeile im Ortsteil Plauen und somit auch stadtentwicklungsgeschichtlich von Wert. | 09212207 |
|                                         | Villa mit rückwärtigem Kontorgebäude | Würzburger Straße 41 (Karte)                                                    | um 1890 (Villa), bezeichnet 1917 (Gewerbegebäude)                                                                                    | Wirkungsstätte des Baugeschäfts Gebrüder Fichtner (Albert Fichtner und William Fichtner) von 1901 bis 1937, historisierender Wohnbau, weitgehend original erhalten, rückwärtige Kontorgebäude mit Firmenlogo im Relief und reicher Fassade, bau- und personengeschichtlich bedeutend | 09216022 |
| Weitere Bilder                          | Villa Bienert | Würzburger Straße 46 (Karte)                                                    | 1888 (Villa) | Villa mit Einfriedung; beeindruckender historistischer Wohnbau des ausgehenden 19. Jahrhunderts, mit symmetrischer Gestaltung, Eckquaderung, mezzaninartigem Drempel unter der Traufe und Ädikula-Fenstereinfassungen klassisches Beispiel eines im Sinne der italienischen Renaissance gestalteten Gebäudes, im Inneren Teile der Ausstattung aus der Entstehungszeit, Wohnstätte von Erwin und Ida Bienert, gehört zum Villenquartier Plauen, baugeschichtlich, personengeschichtlich und stadtentwicklungsgeschichtlich sowie künstlerisch bedeutend. | 09212190 |
|                                         | Mietvilla mit Einfriedung | Würzburger Straße 57 (Karte)                                                    | um 1895 (Mietvilla) | markanter historisierender Wohnbau des ausgehenden 19. Jahrhunderts unter anderem mit Elementen des Schweizerhausstils, hier weite Dachüberstände und Laubsägearbeiten in den Giebeln, als Zeugnis der Architektur jener Zeit baugeschichtlich bedeutend, mit seiner reich gestalteten Fassade auch künstlerisch wertvoll, zudem als Teil des Villenquartiers Plauen stadtentwicklungsgeschichtlich von Belang. | 09216024 |
|                                         | Villa mit Freitreppe und Einfriedung | Würzburger Straße 58 (Karte)                                                    | 1908 (Villa) | für den TH-Professor und international angesehenen Thermodynamiker Richard Mollier und seine Familie errichtet, typischer Reformstil-Bau mit hohem Dach und wenigem, akzentuierendem Dekor, symmetrische Straßenfassade dominiert von mittigem Altan, neobarocker Duktus, als in Dresden singulärer Entwurf des Münchner Architekten Otto Riemerschmid (1872–1924) der süddeutschen Architektur nahestehend, baugeschichtlich und künstlerisch bedeutend, zudem als Teil des Villenquartiers Plauen stadtentwicklungsgeschichtlich von Wert. | 09216023 |
|                                         | Mietvilla mit Einfriedung | Würzburger Straße 61 (Karte)                                                    | um 1895 (Mietvilla) | historistischer Wohnbau des ausgehenden 19. Jahrhunderts, dominiert von leicht hervortretender Mittelachse, Teil des Villenquartiers Plauen, baugeschichtlich und stadtentwicklungsgeschichtlich bedeutend. | 09216025 |
|                                         | Rückwärtiger Flügel als Teil einer Wohnanlage der Eisenbahnerbaugenossenschaft                                                                                 | Würzburger Straße 64; 66 (Karte)                                                | vor 1929 Mehrfamilienwohnhaus | Rückwärtiger Flügel (zur Münchner Straße 40-46 gehörig), Teil einer Wohnanlage der Eisenbahnerbaugenossenschaft (siehe auch Münchner Straße 40-60); typischer Wohnblock um 1930, im Sinne des damaligen Kleinwohnungs- und Siedlungsbaus, verbindet traditionelle Elemente, wie Walmdächer, Lochfassaden und Klappläden, mit modernen und expressionistischen Gestaltungsformen, hier Formen des art decó an Fenstern und Türen, baugeschichtlich bedeutend. | 09216136 |
|                                         | Mietvilla mit Einfriedung | Würzburger Straße 67 (Karte)                                                    | um 1900 (Mietvilla) | Pedant zur gegenüberliegenden Bernhardstraße 70, markanter und charakteristischer Wohnbau des Historismus im ausgehenden 19. Jahrhundert, belebt durch Dachgaupen, offene Veranda mit Säulen und Austritt sowie Fassadenschmuck, Teil des Villenquartiers von Plauen, baugeschichtlich und stadtentwicklungsgeschichtlich bedeutend. | 09212194 |
|                                         | Villa mit Einfriedung | Würzburger Straße 69 (Karte)                                                    | 1906 (Villa) | typischer Reformstil-Bau mit hohem Dach und wenigem, akzentuierendem Dekor, »malerische Komposition« dominiert von Risalit einschließlich Säulenloggia, baugeschichtlich und künstlerisch bedeutend, zudem als Teil des Villenquartiers Plauen stadtentwicklungsgeschichtlich von Wert. | 09216026 |
|                                         | Einfriedung und Tor | Würzburger Straße 75 (Karte)                                                    | | schmiedeeisernes Jugendstil-Gitter mit Sandsteinpfeilern und Pforte, gestalterisch anspruchsvolle Arbeit, baukünstlerisch bedeutend | 09216027 |
|                                         | Villa sowie Garten, Garage und Einfriedung | Würzburger Straße 77 (Karte)                                                    | um 1930 (Villa) | Bau mit Walmdach, Lochfassade, Klappläden und wenigem akzentuierenden Dekor charakteristischer, traditioneller Bau seiner Zeit, dabei von hohem gestalterischen Anspruch, baugeschichtlich und künstlerisch bedeutend. | 09304371 |
| Weitere Bilder                          | Bahnbetriebswerk Dresden-Altstadt | Zwickauer Straße 78; 86; 88 (Karte)                                             | 1929–1930 (Bahnbetriebswerk); nach 1898 (Lokhalle 4); nach 1945 (Lokhalle 1); vor 1898 Eisenbahnerwohnhaus                           | Bahnanlage mit zwei Lokschuppen (Lokhalle 1 und 4 einschl. Drehscheibe, Gleisanlage und Schornstein), Entaschungsanlage an Lokhalle 1, Wasserstation bzw. Wasserhaus an Lokhalle 1, drei Wasserkränen an Lokhalle 1 und 4, Verwaltungsgebäude, Wohnhaus, Lokomotiv-Betriebswerkstatt einschl. Gleisanlagen und drei im Werkstattgebäude laufenden Portalkränen, Schiebebühne einschl. Spill-Portalen und Einfriedung zur Zwickauer Straße. | 09216044 |
|                                         | Mietshaus in geschlossener Bebauung | Zwickauer Straße 89 (Karte)                                                     | um 1885 (Mietshaus) | charakteristischer Wohnbau des späten Historismus baugeschichtlich bedeutend. | 09216106 |
|                                         | Mietshaus in geschlossener Bebauung | Zwickauer Straße 91 (Karte)                                                     | um 1890 (Mietshaus) | gibt mit benachbarten Gebäuden Straßenzug sein besonderes Gepräge, charakteristischer Wohnbau des späten Historismus mit gestalterisch hervorgehobener Straßenfassade, als weitgehend authentisches Zeugnis der Architektur seiner Zeit baugeschichtlich bedeutend, zudem Teil eines unverwechselbaren Straßenzuges und somit auch städtebaulich von Belang. | 09210371 |
|                                         | Mietshaus in Ecklage und geschlossener Bebauung | Zwickauer Straße 95 (Karte)                                                     | um 1890 (Mietshaus) | charakteristischer Wohnbau des späten Historismus baugeschichtlich bedeutend. | 09216105 |
|                                         | Mietshaus in Ecklage und geschlossener Bebauung | Zwickauer Straße 97 (Karte)                                                     | um 1890 (Mietshaus) | charakteristischer Wohnbau des späten Historismus baugeschichtlich bedeutend. | 09216108 |
|                                         | Mietshaus in geschlossener Bebauung | Zwickauer Straße 101 (Karte)                                                    | um 1885 (Mietshaus) | charakteristischer Wohnbau des späten Historismus baugeschichtlich bedeutend. | 09216109 |
|                                         | Mietshaus in geschlossener Bebauung | Zwickauer Straße 103 (Karte)                                                    | um 1885 (Mietshaus) | charakteristischer Wohnbau des späten Historismus baugeschichtlich bedeutend. | 09212208 |
|                                         | Mietshaus in geschlossener Bebauung | Zwickauer Straße 105 (Karte)                                                    | um 1885 (Mietshaus) | charakteristischer Wohnbau des späten Historismus baugeschichtlich bedeutend. | 09212209 |
|                                         | Mietshaus in Ecklage und geschlossener Bebauung | Zwickauer Straße 106 (Karte)                                                    | um 1890 (Mietshaus) | charakteristischer Wohnbau des späten Historismus baugeschichtlich bedeutend. | 09216028 |
|                                         | Mietshaus in geschlossener Bebauung | Zwickauer Straße 107 (Karte)                                                    | um 1885 (Mietshaus) | charakteristischer Wohnbau des späten Historismus baugeschichtlich bedeutend. | 09216110 |
|                                         | Mietshaus in geschlossener Bebauung | Zwickauer Straße 108 (Karte)                                                    | um 1890 (Mietshaus) | charakteristischer Wohnbau des späten Historismus baugeschichtlich bedeutend. | 09216029 |
|                                         | Mietshaus in Ecklage und geschlossener Bebauung | Zwickauer Straße 109 (Karte)                                                    | um 1895 (Mietshaus) | charakteristischer Wohnbau des späten Historismus baugeschichtlich bedeutend. | 09216111 |
|                                         | Mietshaus in geschlossener Bebauung | Zwickauer Straße 110 (Karte)                                                    | um 1890 (Mietshaus) | charakteristischer Wohnbau des späten Historismus baugeschichtlich bedeutend. | 09216030 |
|                                         | Mietshaus in Ecklage und halboffener Bebauung | Zwickauer Straße 111 (Karte)                                                    | um 1885 (Mietshaus) | charakteristischer Wohnbau des späten Historismus baugeschichtlich bedeutend. | 09216140 |
|                                         | Mietshaus in geschlossener Bebauung | Zwickauer Straße 112 (Karte)                                                    | um 1890 (Mietshaus) | charakteristischer Wohnbau des späten Historismus baugeschichtlich bedeutend. | 09216031 |
|                                         | Mietshaus in geschlossener Bebauung | Zwickauer Straße 114 (Karte)                                                    | um 1890 (Mietshaus) | charakteristischer Wohnbau des späten Historismus baugeschichtlich bedeutend. | 09216032 |
|                                         | Mietshaus in geschlossener Bebauung | Zwickauer Straße 115 (Karte)                                                    | um 1886 (Mietshaus) | charakteristischer Wohnbau des späten Historismus baugeschichtlich bedeutend. | 09212095 |
|                                         | Mietshaus in geschlossener Bebauung | Zwickauer Straße 117 (Karte)                                                    | um 1885 (Mietshaus) | charakteristischer Wohnbau des späten Historismus baugeschichtlich bedeutend. | 09212096 |
|                                         | Mietshaus in geschlossener Bebauung | Zwickauer Straße 119 (Karte)                                                    | um 1885 (Mietshaus) | charakteristischer Wohnbau des späten Historismus baugeschichtlich bedeutend. | 09216113 |
|                                         | Mietshaus in geschlossener Bebauung | Zwickauer Straße 121 (Karte)                                                    | um 1885 (Mietshaus) | charakteristischer Wohnbau des späten Historismus baugeschichtlich bedeutend. | 09216112 |
|                                         | Mietshaus in geschlossener Bebauung | Zwickauer Straße 123 (Karte)                                                    | um 1885 (Mietshaus) | charakteristischer Wohnbau des späten Historismus baugeschichtlich bedeutend. | 09216107 |
|                                         | Mietshaus in geschlossener Bebauung | Zwickauer Straße 124 (Karte)                                                    | um 1890 (Mietshaus) | charakteristischer Wohnbau des späten Historismus baugeschichtlich bedeutend. | 09216033 |
|                                         | Mietshaus in geschlossener Bebauung | Zwickauer Straße 125 (Karte)                                                    | um 1895 (Mietshaus) | charakteristischer Wohnbau des späten Historismus baugeschichtlich bedeutend. | 09216116 |
|                                         | Mietshaus in Ecklage und geschlossener Bebauung | Zwickauer Straße 127 (Karte)                                                    | bezeichnet 1895 (Mietshaus) | charakteristischer Wohnbau des späten Historismus baugeschichtlich bedeutend. | 09216114 |
|                                         | Mietshaus in Ecklage und geschlossener Bebauung | Zwickauer Straße 129 (Karte)                                                    | um 1895 (Mietshaus) | charakteristischer Wohnbau des späten Historismus baugeschichtlich bedeutend. | 09216115 |
|                                         | Mietshaus in geschlossener Bebauung | Zwickauer Straße 131 (Karte)                                                    | um 1880 (Mietshaus) | charakteristischer Wohnbau des späten Historismus baugeschichtlich bedeutend. | 09212090 |
|                                         | Mietshaus in geschlossener Bebauung | Zwickauer Straße 133 (Karte)                                                    | um 1890 (Mietshaus) | charakteristischer Wohnbau des späten Historismus baugeschichtlich bedeutend. | 09210414 |
|                                         | Mietshaus in geschlossener Bebauung | Zwickauer Straße 134 (Karte)                                                    | um 1890 (Mietshaus) | charakteristischer Wohnbau des späten Historismus baugeschichtlich bedeutend. | 09216034 |
|                                         | Doppelmietshaus in Ecklage und geschlossener Bebauung | Zwickauer Straße 136; 138 (Karte)                                               | um 1890 (Doppelmietshaus) | charakteristischer Wohnbau des späten Historismus baugeschichtlich bedeutend. | 09216035 |
|                                         | Mietshaus in Ecklage und geschlossener Bebauung | Zwickauer Straße 137 (Karte)                                                    | um 1885 (Mietshaus) | charakteristischer Wohnbau des späten Historismus baugeschichtlich bedeutend. | 09212089 |
|                                         | Mietshaus in geschlossener Bebauung | Zwickauer Straße 142 (Karte)                                                    | um 1885 (Mietshaus) | charakteristischer Wohnbau des späten Historismus baugeschichtlich bedeutend. | 09216037 |
|                                         | Mietshaus in geschlossener Bebauung | Zwickauer Straße 144 (Karte)                                                    | um 1885 (Mietshaus) | charakteristischer Wohnbau des späten Historismus baugeschichtlich bedeutend. | 09216038 |
|                                         | Mietshaus in geschlossener Bebauung | Zwickauer Straße 146 (Karte)                                                    | um 1895 (Mietshaus) | charakteristischer Wohnbau des späten Historismus baugeschichtlich bedeutend. | 09212094 |
|                                         | Mietshaus in geschlossener Bebauung | Zwickauer Straße 148 (Karte)                                                    | um 1885 (Mietshaus) | charakteristischer Wohnbau des späten Historismus baugeschichtlich bedeutend. | 09216036 |
|                                         | Mietshaus in geschlossener Bebauung | Zwickauer Straße 150 (Karte)                                                    | um 1885 (Mietshaus) | charakteristischer Wohnbau des späten Historismus baugeschichtlich bedeutend. | 09216039 |
|                                         | Mietshaus in geschlossener Bebauung | Zwickauer Straße 152 (Karte)                                                    | um 1885 (Mietshaus) | charakteristischer Wohnbau des späten Historismus baugeschichtlich bedeutend. | 09216117 |
|                                         | Mietshaus in geschlossener Bebauung | Zwickauer Straße 156 (Karte)                                                    | um 1880 (Mietshaus) | charakteristischer Wohnbau des späten Historismus baugeschichtlich bedeutend. | 09212093 |
|                                         | Mietshaus in geschlossener Bebauung | Zwickauer Straße 158 (Karte)                                                    | 1878 (Mietshaus) | charakteristischer Wohnbau des späten Historismus baugeschichtlich bedeutend. | 09212092 |
|                                         | Mietshaus in geschlossener Bebauung | Zwickauer Straße 166 (Karte)                                                    | um 1880 (Mietshaus) | charakteristischer Wohnbau des späten Historismus baugeschichtlich bedeutend. | 09212091 |

## Ausführliche Denkmaltexte
1. 1 2 3 4 5 6 7  
Einzeldenkmal der Sachgesamtheit Gartenheimsiedlung Plauen: Doppelwohnhaus; erbaut vom Bauverein Gartenheim e.G.m.b.H., heute AWG »Glückauf Süd«, Teil einer kleinen Siedlung, traditionell gestaltete Geschossbauten mit Lochfassade, Anbauten und Walmdach, Akzente durch Klappläden und gestalterisch hervorgehobene Eingangsachsen, markante Beispiele des Kleinwohnungs- und Siedlungsbaus um 1930 insbesondere in Dresden, baugeschichtlich und stadtentwicklungsgeschichtlich bedeutend.
2. 1 2  
Bienertmühle Dresden-Plauen 

Mühlenkomplex mit Maschinenhaus, Turbinenraum, Weizenmühle, Getreidereinigung, Kesselhaus, Getreidewäscherei, Roggenmühle, Mehlspeicher, Raffinerie, Bäckerei, Verkaufs-, Wohn- und Betriebsgebäude, Schornstein sowie Gebäuden östlich der Gleisanlage (Nr. 11, 13, 15), dazu Fabrikantenvilla (Wohnhaus von Gottlieb Traugott Bienert), Wasserhaus sowie parkähnlicher Villengarten (Gartendenkmal) einschl. Mühlgraben, Brücke, massivem Bau mit Terrasse/Pergola im Hangbereich (grottenartiger Bau oder Wagenremise) sowie »Riesenwehr« aus eigentlichem Überfallwehr, mit Mauer versehenem Mühlgrabeneinlauf und zugehörigem Schützen; am Mühlengebäude bemerkenswerte Wappentafel des Kurfürsten August und der Kurfürstin Anna (bezeichnet 1570), Hausmarke und Bauinschrift (bezeichnet 1570) und Wappenstein mit kursächsischem Wappen (2. Hälfte 18. Jh.), die Mühlentechnik nur noch in Teilen erhalten, gesamte Anlage von Belang für das Ortsbild, lange Zeit die wichtigste Mahlmühle von Dresden und Umgebung, vom bedeutendsten Plauener Industriellen und Mäzen Gottlieb Traugott Bienert zwischen 1852–1883 zu einer der innovativsten und produktivsten Anlagen ihrer Art in Sachsen ausgebaut, baugeschichtlich, ortsgeschichtlich, industriegeschichtlich und personengeschichtlich sowie in Teilen (Villa) künstlerisch bedeutend. 
Erweiterung der Mühle 1913–1918 durch die Plauener Firma Gebrüder Fichtner und dem Betonbauunternehmen Dyckerhoff & Widmann, Architekt: Carl Schümichen.
3. ↑  
Denkmaltext 

Die einstige 49. POS in Dresden, OT Plauen ist nach Recherchen die am authentischsten erhaltene DDR-Typenschule der 1960–1980er Jahre in Dresden, was ihren besonderen baugeschichtlichen Wert begründet. Eine wichtige Rolle spielt dabei der Umstand, dass einige dieser Schulen bereits abgebrochen und viele bei Verlust der Ursprünglichkeit saniert wurden. Bis 1981 sollen alleine in Dresden 55 von diesen als Typ „Dresden Atrium“ bezeichneten Schulen gebaut worden sein. In den frühen 1960er Jahren entwickelt, basieren sie auf einem Projekt des bekannten Dresdner Architekten Helmut Trauzettel, der als international anerkannter Experte für Kindertagesstätten und Schulbauten galt. Abgesehen davon haben sich in der Schule an der Bernhardstraße verschiedene Kunstobjekte, wie die Skulptur „Rakete“ im Innenhof 1 und das Wandbild „Mensch-Technik-Zukunft“ in der Eingangshalle erhalten (LfD/2013): 
  - Bauplastik „Zwei Tonnen Schrott“ (genannt "Rakete") von Dieter Bock von Lennep (* 1946, † 11. März 2020) im Innenhof 1
  - Wandbild „Mensch – Technik – Zukunft“ von Dieter Bock von Lennep, im Eingangsfoyer
  - Bleiglasfenster „Die friedliche Eroberung des Weltalls durch den Menschen“ (Kosmonautenfenster) von Klaus Dennhardt in der 1. Etage, ursprünglich in der 57. Grundschule auf der Hausdorfer Str. 4 (am 2. März 2018 vom Amt für Kultur und Denkmalschutz der Stadt Dresden übergeben, Ausführung: Glaserei Wehlte Bischofswerda).
4. 1 2 3 4  
Wohnbau des Historismus einschl. Klinker-Putz-Fassaden und zahlreichen Schmuck- sowie Gliederungselementen, mit Horizontalgliederung und Eckbetonungen vor allem in Anlehnung an die Renaissance gestaltet, baugeschichtlich bedeutend, zudem als Teil des Villenquartiers von Plauen stadtentwicklungsgeschichtlich von Wert, ganz offensichtlich mit den benachbarten Bauten in der Kantstraße und Coschützer Straße als städtebauliches Pendant zum gegenüber liegenden ehemaligen Lehrerseminar errichtet.
5. ↑  
Denkmaltext 

Bei der gegen 1935 errichteten Hantzschstraße 14 in Dresden, OT Plauen handelt es sich um ein markantes und zugleich exemplarisches Beispiel der Architektur der 1930er Jahre. Der gestalterisch bemerkenswerte Bau wird durch eine seitlich an der Giebelseite entlangführende Esse, einen kleinen Schornstein auf dem Dach und weitere Natursteinelemente aus Kalkstein akzentuiert. Belebend wirken die Klappläden, die Eingangstür mit Fischgratmuster und die Fenstergitter. An der Rückseite erscheint ein eleganter Anbau mit abgerundeter Ecke. Der Garten zeigt mit Steinsetzungen, Wegeführung und Bewuchs noch die Gestaltung aus der Entstehungszeit.
Die Denkmaleigenschaft ergibt sich aus dem exemplarischen Wert für die Architektur der 1930er Jahre und der künstlerischen Qualität der bemerkenswerten und unverwechselbaren Gestaltung des Hauses (LfD/2012).
6. ↑  
Denkmaltext 

Das zweckmäßige und zugleich imposante Hintergebäude auf dem Grundstück Hohe Straße 54 Dresden, OT Plauen diente mehreren bekannten Künstlern als Atelier. Der Bildhauer Robert Henze (1827–1906), Schöpfer des Siegesdenkmals auf dem Altmarkt in Dresden und des Barbara-Uthmann-Brunnens in Annaberg-Buchholz hatte das Grundstück der heutigen Hohen Straße 54 im Jahre 1874 erworben. Wenig später, um 1880, ließ er sich dort ein Ateliergebäude errichten, möglicherweise den erhöhten Mitteltrakt des noch existierenden Hauses. Die Bauherrenschaft Henzes bestätigen Einträge in Dresden Adressbüchern jener Zeit, wobei erst 1901 alle Angaben, die Bezeichnung Atelier, der Name des Künstlers sowie Straße und Hausnummer (damals Hohe Straße 11, nach der Eingemeindung Plauens nach Dresden Hohe Straße 54) vollständig erscheinen. Vermutlich ist der Bau dann später um die beiden niedrigeren Seitentrakte erweitert worden, wohl nachdem der Bildhauer Walter Sintenis (1867–1911) das Atelier im Jahre 1906 übernommen hatte.
Nach dem Tod von Sintenis ist das Ateliergebäude noch von weiteren Künstlern genutzt worden. Die bekanntesten, in den Dresdner Adressbüchern recherchierten, waren die Bildhauer Oskar Döll (1886–1914) und Friedrich Press (1904–1990). Döll arbeitete hier nur 1913, bevor er bereits ein Jahr später im Ersten Weltkrieg fiel. Laut Adressbuch hatte Press das gesamte Gebäude oder Teile davon etwa 1940 bis 1942/43 inne, möglicherweise sogar noch bis 1949. In dem zuletzt genannten Jahr beantragte der Eigentümer des Anwesens, Herr Malermeister Martin Boden, einen geringfügigen Umbau des Ateliergebäudes, in welchem Press einen der Räume in Nutzung hatte. Darüber hinaus erscheinen als Nutzer noch der Maler Erwin Liebe (1881–gest.?), der prominentere Maler und Lehrer an der Kunstakademie Georg Lührig (1868–1957) sowie der »akademische Bildhauer« Matthias Corr (1880–1962).
Es ist davon auszugehen, das der markante Bau im Zweiten Weltkrieg nicht in größerem Umfang geschädigt wurde, auch wenn Press in der Union vom 13.02.1981 mitteilt, sein Atelier sei am 14. Februar 1945 zerstört worden. Dagegen spricht der Umstand, dass sich in den Bauakten seit 1945 kein Hinweis auf einen Wiederaufbau findet (nur auf den Wiederaufbau des Wohnhauses). Interessant ist die Anmerkung von Friedrich Press, der an der Ecke Hohe Straße / Würzburger Straße gelegene und 8 Meter aufweisende Bau sei das Atelier des Bildhauers Henzes, in dem jener die große Figur der Germania (Siegesdenkmal) geschaffen hätte. Diese Aussage bestätigt die ursprüngliche Erbauung des Ateliers in seiner heutigen Form oder nur von Teilen desselben durch Henze. Die Denkmaleigenschaft des hier zu beurteilenden Gebäudes ergibt sich also aus seinem personengeschichtlichen Wert als Wirkungsstätte namhafter Künstler und aus seiner baugeschichtlichen Bedeutung für die Bauaufgabe Atelier im ausgehenden 19. und beginnenden 20. Jahrhundert (LfD/2011).
7. ↑  
Denkmaltext 

Bei der Villa mit Garten (zu mindestens als Nebenanlage), Garage und Einfriedung Würzburger Straße 77 in Dresden, OT Plauen handelt es sich um ein architektonisch bedeutsames Anwesen aus der Zeit um 1930, das sich zudem weitestgehend im originalen Zustand erhalten hat. Abgesehen davon hat der noble Villenbau mit seinem gestalterisch anspruchsvollen Äußeren auch einen künstlerischen Wert (LfD/2012).
8. 1 2 3 4 5 6 7 8 9 10 11 12 13 14 15 16 17 18 19 20 21 22 23 24 25 26 27 28 29 30 31 32 33 34 35 36 37  
Mietshaus in geschlossener Bebauung – charakteristischer Wohnbau des späten Historismus mit gestalterisch hervorgehobener Straßenfassade, als weitgehend authentisches Zeugnis der Architektur seiner Zeit baugeschichtlich bedeutend, zudem Teil eines unverwechselbaren Straßenzuges und somit auch städtebaulich von Belang.